# Harmadik Köztársaság (Franciaország)
A Harmadik Köztársaság Franciaország államformája volt 1870 szeptemberétől 1940 júliusáig, tehát 70 éven át. Ez volt az első tartós államforma 1789 óta, ugyanis 80 év alatt Franciaország hét államformát váltott: háromszor volt alkotmányos királyság, kétszer köztársaság és kétszer császári birodalom. Ezen kívül polgárháborúban is szembesült 1871-ben egy „kommün”-nek nevezett államalakulattal (a Párizsi Kommünnel). Ez is magyarázata annak, hogy a Nemzetgyűlésnek nevezett parlament kilenc éven át, 1870-től 1879-ig habozott lemondani a királyságról és elfogadni egy köztársasági alkotmányt. Végül a Kommün legyőzése arra késztette, hogy kizárjon akármilyen közvetlen demokrácián alapuló államformát és a képviseleti demokráciát tartsa meg.
Az 1875-ös alkotmányos törvényeknek kompromisszumos jellegük volt és kétkamarás parlamenti köztársaságot alapoztak meg. Az, hogy 1851. december 2-án Louis Napoléon Bonaparte, aki akkor köztársági elnök volt, államcsínnyel döntötte meg a köztársaságot és III. Napóleon császár lett, arra indította a köztársaságpártiakat, hogy az államfőnek csak képviseleti szerepet tulajdonítsanak.
Philip Nord amerikai történész szerint a Harmadik Köztársaságot erős demokrata identitás, valamint a közoktatásra, a szekularizmusra, a sztrájkra való jogra, a egyesülési jogra és a gyülekezési jogra vonatkozó fontos törvények jellemezték.
Ugyanakkor a Harmadik Köztársaság idejében a franciák élete „annyira szenvedélyesen politikai volt, mint amilyen csak lehet nem forradalmi időszakban”. Vincent Duclert történész szerint ebben a korszakban „született meg Franciaország mint politikai nemzet eszméje”. Szenvedélyes vitákat okozott például a Dreyfus-ügy, 1905-ben a radikálisok kormányzása idejében a vallási felekezetek és az állam szétválasztásáról szóló törvény elfogadása, és 1914-ben a jövedelemadó bevezetése.
A Harmadik Köztársaság a társadalmi reformok egész sorának időszaka is volt, főleg a munkásoknak kedvezőbb törvények elfogadása a Népfront rövid kísérletének idejében.
A Harmadik Köztársaság vereség nyomán jött létre Németország részéről, ezzel való konfrontáció kontextusában fejlődött, és végét ugyancsak tőle elszenvedett vereség okozta.

## Kezdeti habozások köztársaság és monarchia között

### Az 1870–1871-es porosz–francia háború vége és következményei

#### A Második Birodalom bukása és a köztársaság kikiáltása

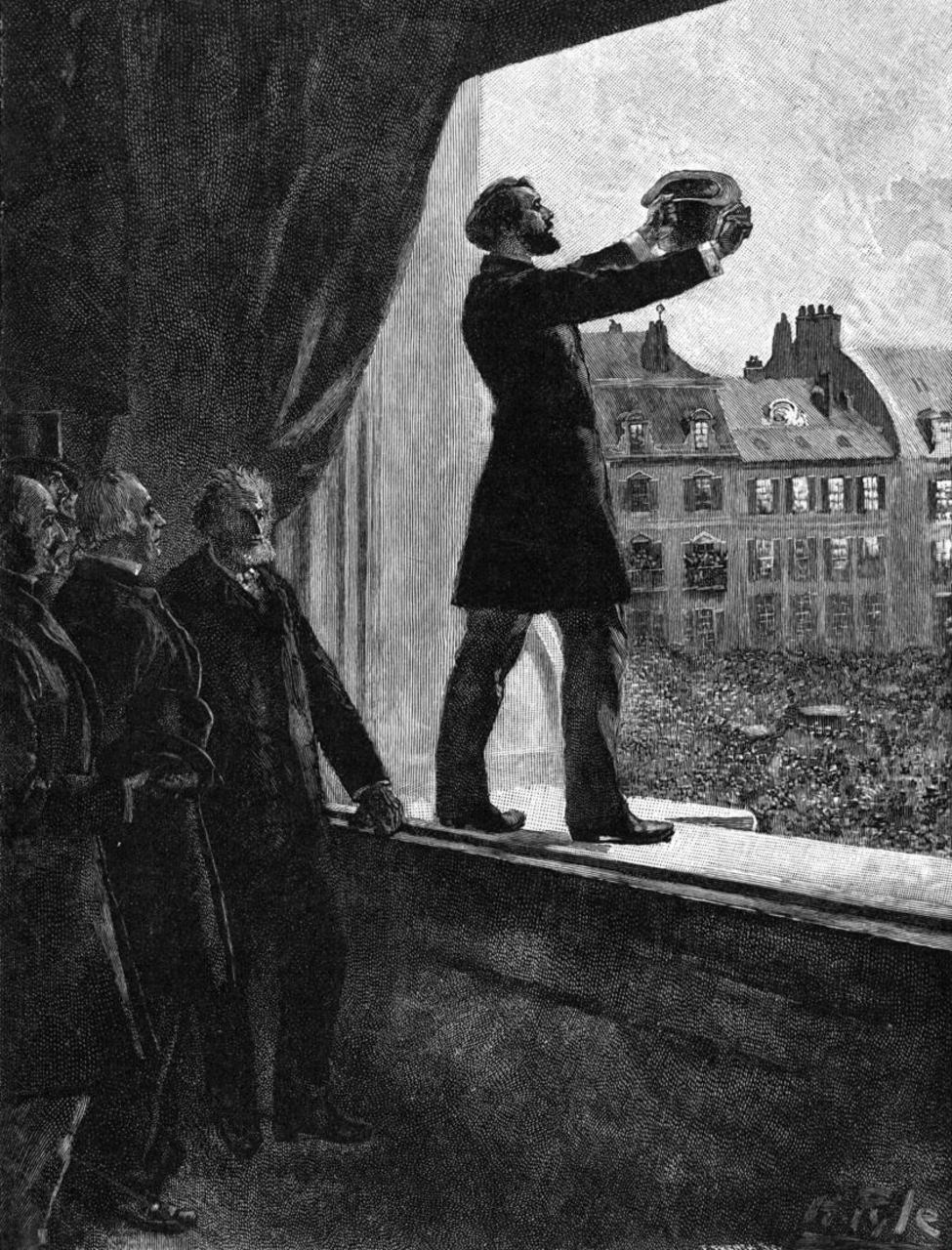
Léon Gambetta kikiáltja a köztársaságot Párizs városházának ablakából 1870. szeptember 4-én.

Az 1870–1871-es porosz–francia háborúban a hadműveleteket a porosz hadsereg uralta. A kevésbé felkészült és kisebb létszámú francia hadsereg legnagyobb része megfutamodott. A François Achille Bazaine marsall vezette francia csapatok felét kitevő Rajnai hadsereget 1870. augusztus 19-én körülzárták a poroszok Metznél. III. Napóleon segítségére sietett a Patrice de Mac-Mahon marsall parancsnoksága alatt álló Châlons-i hadsereggel, de ezt is körülzárták Sedannál, szeptember 2-án kapitulált és a császárt elfogták.
Másnap Párizsba jutott a császár kapitulálásának híre, de a minisztertanács, ahogyan a kormányt nevezték, melyen a régensséget ellátó Eugénia császárné elnökölt, határozatlannak mutatkozott. Szeptember 4-én, amikor a Bourbon-palotában összegyűlt a birodalom törvényhozó testülete, az üléstermet megszállta egy felkelőcsoport. A köztársaságpárti képviselők kimondták a császár trónfosztását, Léon Gambetta és Jules Favre vezetése alatt a városházára mentek és kikiáltották a köztársaságot. Hasonló események zajlottak le több vidéki városban is, mint Lyon és Marseilles, de még a Francia Antillákon is.

#### A nemzetvédelmi kormány

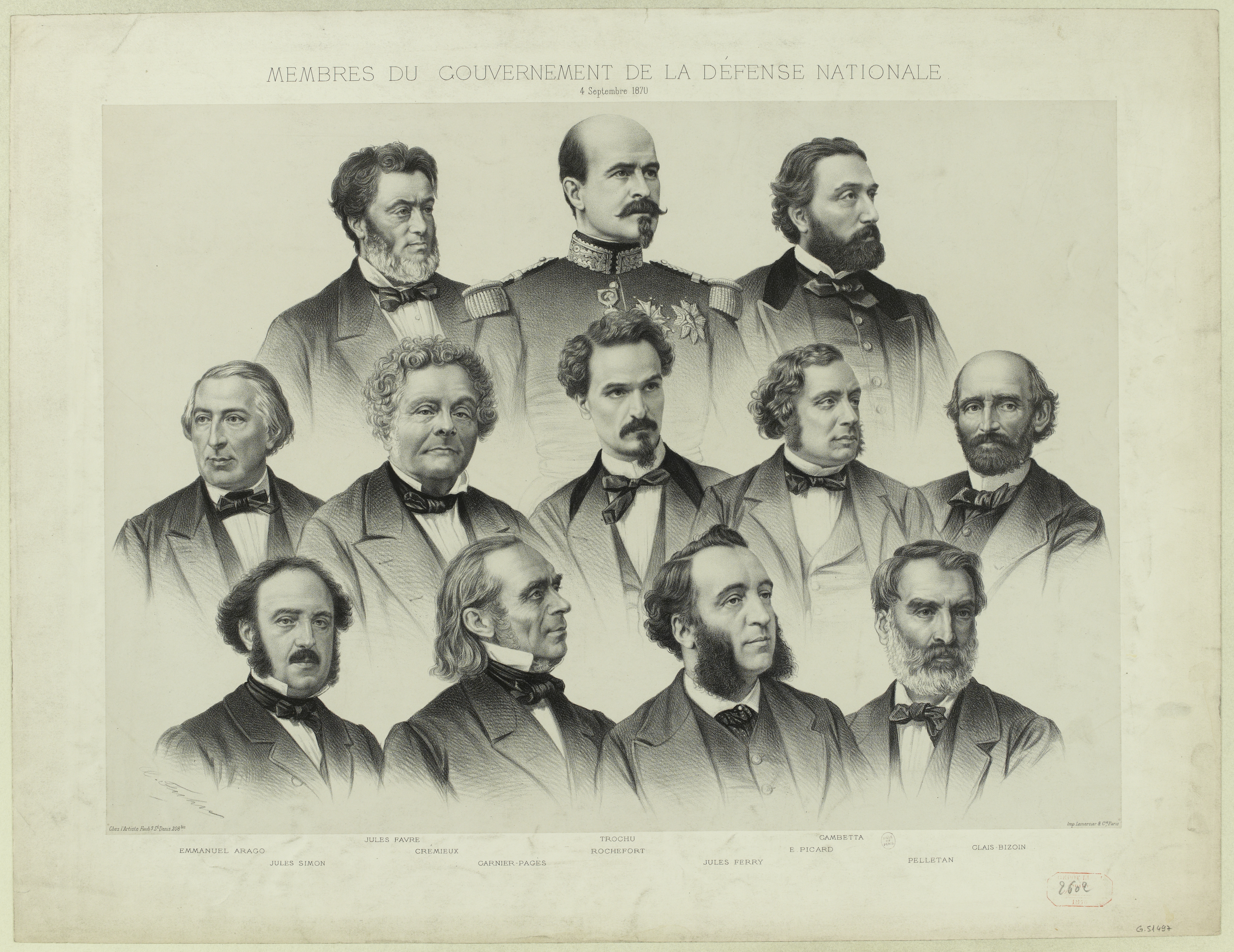
A nemzetvédelmi kormány. Fentről lefelé és balról jobbra: Jules Favre, Louis-Jules Trochu tábornok, Léon Gambetta, Emmanuel Arago, Adolphe Crémieux, Henri Rochefort, Ernest Picard, Alexandre Glais-Bizoin, Jules Simon, Louis-Antoine Garnier-Pagès, Jules Ferry, Eugène Pelletan

Nemzetvédelmi kormány alakult meg Louis-Jules Trochu tábornokkal, Párizs katonai kormányzójával az élen. Ennek kinevezése a hadsereget volt hivatott megnyerni a kormány oldalára. Tagjai voltak még Jules Favre (külügyminiszter és miniszterelnökhelyettes), Jules Ferry (a kormány titkára), Léon Gambetta (belügyminiszter), Ernest Picard (pénzügyminiszter), Henri Rochefort (tárca nélküli miniszter), Jules Simon (oktatásügyi, kultusz- és szépművészeti miniszter), Adolphe Le Flô (hadügyminiszter), Martin Fourichon (tengerészeti és gyarmatügyi miniszter), Adolphe Crémieux (igazságügyi miniszter), csaknem mind párizsi köztársaságpárti képviselők.
Bazaine marsall serege még mindig ellenállt Metzben. Párizst is kezdték ostromolni a poroszok szeptember 18-án. Szeptember 30-án a lakbérek kifizetésére moratóriumot hírdetett ki a kormány, hogy harcba indulásra késztesse az embereket. Október 7-én Gambetta légballonnal hagyta el Párizst, hogy megpróbálja újraszervezni a védelmet, de Bazaine 150 000-es seregének elhamarkodott kapitulálása súlyosan sújtotta Franciaországot, pedig a kormány küldöttségének sikerült Tours-ban az ún. Loire-i hadsereget megszerveznie. Így a poroszok e felkészületlen és gyengén felszerelt sereg ellen tudták összpontosítani erőiket, és ez arra kényszerítette a kormányküldöttséget, hogy Bordeauxba vonuljon vissza.
1871. január 18-án létrejött az egyesült Német Birodalom, amikor a versailles-i kastélyban összegyűlt német fejedelmek Németország császárjának kiáltották ki I. Vilmos porosz királyt. Január 23-ától kezdve, miközben Párizs a német tüzérség bombázásaitól és élelemhiánytól szenvedett, Jules Favre külügyminiszter, aki a fővárosban maradt a kormány tagjainak többségével, tárgyalásokat folytatott a németekkel. Tűzszünetet írtak alá, mely január 28-án lépett hatályba 132 napos ostrom után. Három hétig volt érvényes, és ez alatt az idő alatt választásokat kellett tartani, mivel Otto von Bismarck birodalmi kancellár (kormányfő) csak megtámadhatatlan törvényességgel rendelkező hatalommal volt hajlandó tárgyalni.

#### Az 1871 február 8-i választások és a béke

A Nemzetgyűlés összetétele az 1871-es parlamenti választások nyomán:
Republikánus unió: 38 képviselő
Republikánus baloldal: 112 képviselő
Liberálisok: 72 képviselő
Bonapartisták: 20 képviselő
Orleanisták: 214 képviselő
Legitimisták: 182 képviselő

Az 1871. január 29-i rendelet előírta a választás szabályait a Második Köztársaság hagyománya szerint, ellentétben a Második Császárság alatt honos szabályokkal. A választás körülményei különlegesek voltak: 40 megyét a németek tartottak megszállva, 400 000 francia fogságban volt és csak Párizsban készítettek elő választási kampány. Ezen kívül vidéken a szavazás a járási székhelyeken folyt, hogy tartózkodásra késztessék a konzervatív faluvilágot.
A választás tétje nem annyira az államforma megválasztása volt, mint a háború vagy béke kérdése. A köztársaságpártiak megosztottak voltak. Egyesek, mint Gambetta és a radikálisok a végsőkig akarták folytatni a háborút, mások mérsékeltek voltak és beletörődtek a békébe. A liberális burzsoáziától a monarchistákig többféle irányzatokat képviselő konzervatívok egységesek voltak a béke oldalán.
Az 1871. február 8-án megválasztott Nemzetgyűlés többségében királyságpárti volt. A második legnagyobb képviselőcsoport köztársaságpárti volt, benne egy szocialista kisebbséggel, és volt még egy kis bonapartista csoport, mely bonaparte-házi taggal akarta visszahozni a császárságot. A keleti, megszállt megyék, valamint a Dél-Franciaország és Párizs választói többségükben köztársaságpártiakra, tehát a háborúra szavaztak, de a franciák többsége a békepártiakat preferálta, bár ez nem jelentette azt, hogy a monarchia oldalára álltak volna. A Nemzetgyűlés elnökévé Jules Grévyt, egy mérsékelt köztársaságpártit választottak meg, aki annyiban volt elfogadható a monarchisták számára, hogy soha sem volt forradalmár. Az, hogy háborúellenes és elkötelezett volt a rend megvédése mellett teljesen megfelelt a többségnek. 1871. február 17-én Adolphe Thierst, I. Lajos-Fülöp király volt belügyminiszterét csaknem egyhangúlag választották meg ún. „végrehajtó hatalom főnökének”, azaz államfőnek, ugyanis a köztársaságot kikiáltották, de nem volt hivatalosan az, ezért még nem használták a „köztársasági elnök” címet. Thiers február 19-én közép-jobboldali és mérsékelten baloldali irányzatú miniszterekből alkotott kormányt élén Jules Dufaure-ral, aki az igazságügyi miniszter is lett. Programjában Thiers arra hívta fel a Nemzetgyűlést, hogy tegye zárójelbe az államforma kérdését és koncentráljon a legfontosabbra, azaz a béketeremtésre, az újraszervezésre, a hitel szorgalmazására, a munka felélesztésére. Továbbá Thiers és a Nemzetgyűlés hallgatólagosan megegyeztek abban, hogy a végrehajtó hatalom főnöke nem készít elő alkotmányos megoldást a Nemzetgyűlés tudtán kívül, hanem a nemzet szükségleteivel és a Németországgal való tárgyalásokkal foglalkozik majd.
1871. február 21-én Thiers találkozott Bismarckkal. A kancellár tudatta vele, hogy nem hosszabbíthatja meg a tűzszünetet február 24-én túl és ismertette a Franciaországgal szemben támasztott azon feltételeket, amelyek teljesítése nélkül nem lehetséges békeszerződés a két ország között. Február 26-án előzetes békeszerződést írtak alá Verailles-ban. E szerint Németországnak járt 5 milliárd aranyfrank hadisarcként, Elzász (Belfort nélkül) és Lotaringiából Moselle megye legnagyobb része, Meurthe megye és Vosges megye egy része. 1871. március 1-én drámai ülésen a Nemzetgyűlés jóváhagyta a szerződést 546 szavazattal 107 ellenében. Az ellenszavazók között ott volt az összes párizsi, elzászi és lotaringiai képviselő, akik azonnal lemondtak, és hamarosan követte őket sok köztársaságpárti képviselő. A radikális és szocialista baloldal megtagadta a Nemzetgyűlést és immár nem ismerte el törvényességét.
A végleges, diplomáciai szokásoknak megfelelő franciául megszerkesztett szerződést 1871. május 10-én írták alá. Frankfurti béke néven ismeretes.

#### A Kommün (1871. március 18. – 1871. május 28.)

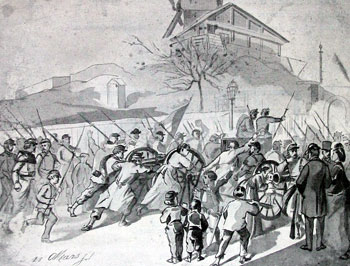
A párizsiak megakadályozzák a Nemzetőrség ágyúinak átvételét.

A Kommün az 1871-es vereségből, a Nemzetgyűlés és a kormány hozzáállásából, valamint a párizsi lakosság ideológiai megnyilvánulásaiból fakadt.
A porosz–francia háború mélyen megviselte a fővárost. Nagyon nehéz ostromot szenvedett el és lakossága éhezett. Az 1871 januárjában kötött fegyverszünetet nem fogadták el a párizsiak, akik csaknem négy hónapon át álltak ellen a németeknek. „A felkelőket baloldali hazafiasság lelkesítette, amit felfokozott a vereség szégyene”. A többségében királyság- és békepárti Nemzetgyűlésnek, egyes párizsiak szemében „falusiak gyülekezetének” a hozzáállása hozzájárult a kedélyek felborzolásához. 1871. március 10-én az akkor Bordeaux-ban ülésező Nemzetgyűlés inkább Versailles-ba költözött, nem Párizsba, mert ebben indokoltan „a szervezett forradalom székhelyét, a forradalmi eszme fővárosát” látta. Ugyanazon a napon megszavazott törvénnyel véget vetett annak a moratóriumnak, amely egyes kötelezettségektől mentett fel több ezer iparost és kereskedőt, ezzel csődre ítélve őket, valamint megszüntette napi másfél frankos zsoldjuk folyósítását a Nemzetőrség tagjainak.
Ezen kívül a kormány három bonapartistát nevezett ki Párizs számára: rendőrprefektusnak, a Nemzetőrség parancsnokának és kormányzónak. Ezeket a kinevezéseket provokációként élték meg a párizsiak, hiszen ők buktatták meg a császárságot a sedani vereség nyomán. 1871. március 9-én a rendőrprefektus betiltotta a főbb szélsőbaloldali lapokat, például Jules Vallès Le Cri du Peuple-jét (A Nép Kiáltása). Ezek az intézkedések fokozták a feszültséget a párizsi lakosság népi rétegeiben Amint azt Jean-Jacques Chevallier történész és politológus állapítja meg, „vezetői körében a Kommün ultravörös, vallásellenes, jakobinus, proletár köztársaságiság kifejezése volt, amit a monarchista Nemzetgyűlés elleni gyűlölet szított.” Egyes történészek más tényezőit látják a Párizsi Kömmün kitörésének. Például Jacques Rougerie kihangsúlyozza Párizs átépíttetését Georges Eugène Haussmann, Seine megye prefektusa által a Második Császárság idején, és szerinte ez kiválthatta azt, hogy a fellázadó nép újra birtokba próbálta venni városát.
A felkelés akkor tört ki, amikor Thiers megpróbálta 1871. március 8-án kivonni a Nemzetőrség ellenőrzése alól ennek 227 ágyúját, melyeket a párizsiak pénzével szereztek be. A felkelők sommásan kivégeztek két tábornokot, és a kormány sebtében elhagyta Párizst. Az 1871 februárjában a Nemzetőrség zászlóaljainak föderációja által létesített központi bizottság maradt Párizs ura és a városházában helyezkedett el. Március 26-án 90 tagú általános tanácsot választottak meg a város élére. Ezt nevezik franciául Commune de Paris-nak (szó szerint „Párizsi községtanács”). 20 tagja mérsékelt volt és hamarosan lemondott. Valójában a választás kevéssé volt reprezentatív, mivel a polgárok fele nem szavazott. A párizsi mozgalom radikalizálódott és „kikerülhetetlenül politikai és társadalmi forradalommá vált.”
Az események láttára a kormány elindította a Kommün elleni harcot. A németek támogatták ezt, így a kormány hadsereget állított fel főleg kiszabadított hadifoglyokból, melyet a kommünárok „versailles-i”-nak neveztek. Május 21-én ez a sereg bevonult a városba és kezdetét vette az ún. „véres hét” (május 21–28.). A kommünárok barikádot barikád után adtak fel kegyetlen utcai harcok nyomán. A még el nem veszített városrészekben a kommünárok túszokat végeztek ki és felgyújtottak szemükben a központi hatalom szimbólumainak számító több épületet, mint a Tuileriák palotája, a városháza és az Igazságügyi palota. A harcok a felkelők legyőzésével végződött a Père-Lachaise temetőben. A versailles-iak csaknem 900 embert vesztettek, a kommünároknak kb. 10 000 halottjuk volt. Az események után a katonai bíróságok 270 halálos ítéletet mondtak ki, melyek közül 26-ot hajtottak végre. Elítéltek még 13 450 embert, köztük 7500-at a francia gyarmat Új-Kaledóniába való kitelepítésre. Több ezer kommünár száműzetésbe kényszerült. A szocialista mozgalom csaknem tíz évre egészen legyengült.

### A Harmadik Köztársaság első időszaka

#### Thiers reformjai

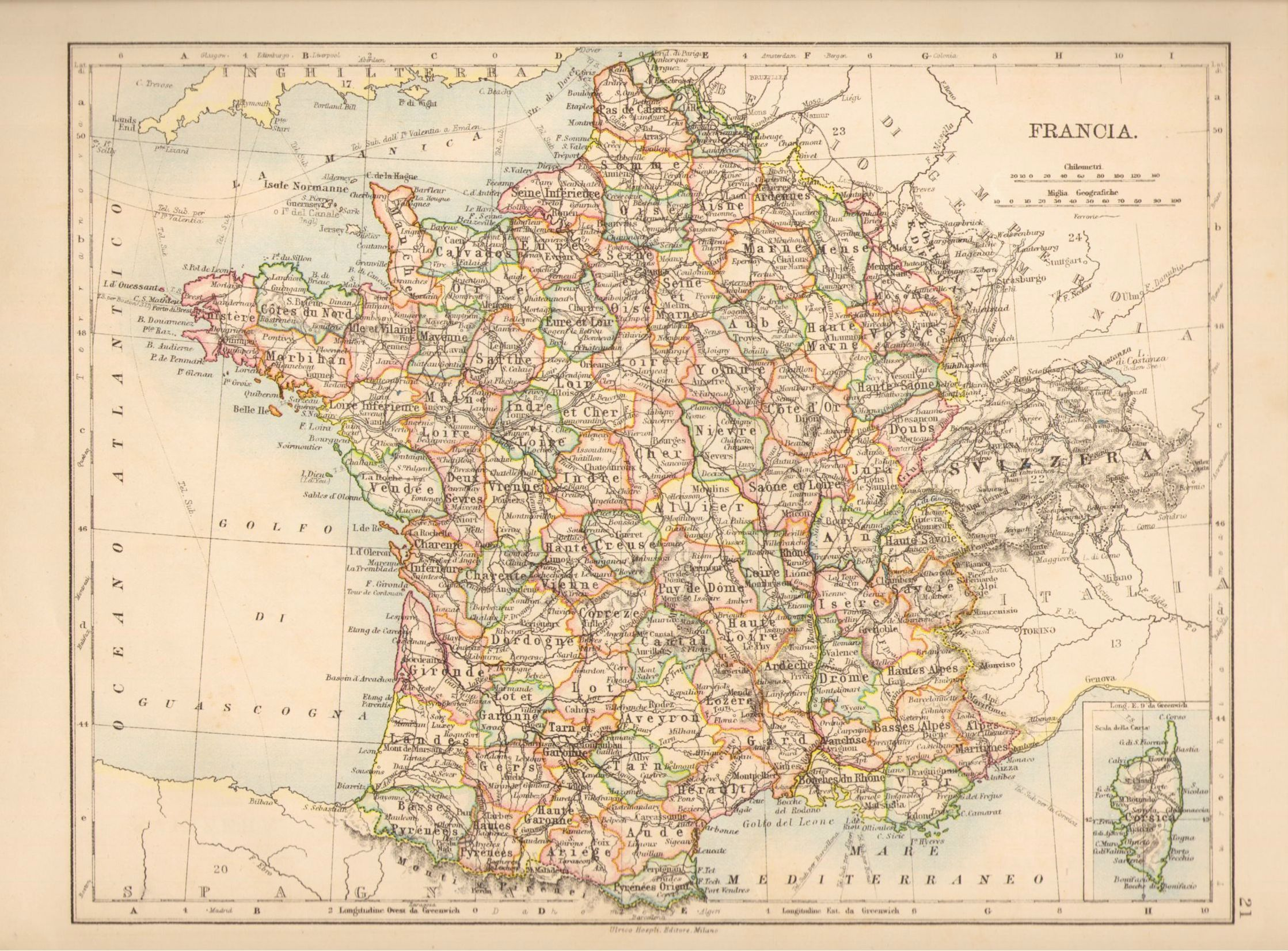
Franciaország területe az 1871-es vereség után

A végrehajtó hatalom főnökeként Thiers pénzügyi, közigazgatási és katonai reformokat indított el.
Először is ki kellett fizetni három év alatt az 5 milliárd frankot Németországnak, ami az akkori Franciaország három évi költségvetésének felelt meg. E célból Thiers nagyszabású állami hitelfelvételt szavaztatott meg 1871. június 21-én. Ezzel csak a június 27-i napon több mint 4 milliárd frank gyűlt össze. A németek a kifizetések ütemében hagyták el az elfoglalt területeket a békeszerződés értelmében megszerzettek kivételével. Előbb a négy Párizs környéki megye szabadult fel. Az utolsó összeget jóval a határidő letelte előtt, 1873 szeptemberében fizették ki, és akkor a megszálló csapatok elhagyták az országot. A hitelfelvétel megkettőzte a francia államadósságot, de ugyanakkor nagy, a tőzsdei fejlődésben részt vevő megtakarítói réteget is alkotott. Négy millió francia tartozott ehhez 1880-ban az 1870-ben létező másfél millióhoz képest.
Thiers két közigazgatási reformot is kezdeményezett:
- Az 1871. április 14-i törvény megváltoztatta az 1852. július 7-i előírásait: a polgármestert a helység tanácsa választotta meg, amelyet az akkoriban férfiakra korlátozott általános választójog alkalmazásával választottak, kivéve a több mint 20 000 lakosú városokban. Ezek polgármestereit a kormány ragaszkodott kinevezni, annak következményeként, hogy a Kommün eseményei miatt nem bízott a nagy városok lakosságában. Egyébként Párizs különleges státuszt kapott, polgármester nélkül.
- Az 1871. augusztus 10-i törvény megtartotta a prefektust mint az állam egyetlen képviselőjét a megyékben. Az általános választójogot alkalmazták a megyei tanács megválasztására, mint a Második Császárságban, de újdonságként a megye területi közösségi(wd) státuszt kapott.

Az 1872. július 27-én elfogadott törvény megfosztotta a katonákat a választójogtól.

#### Thiers mint a Harmadik Köztársaság első elnöke

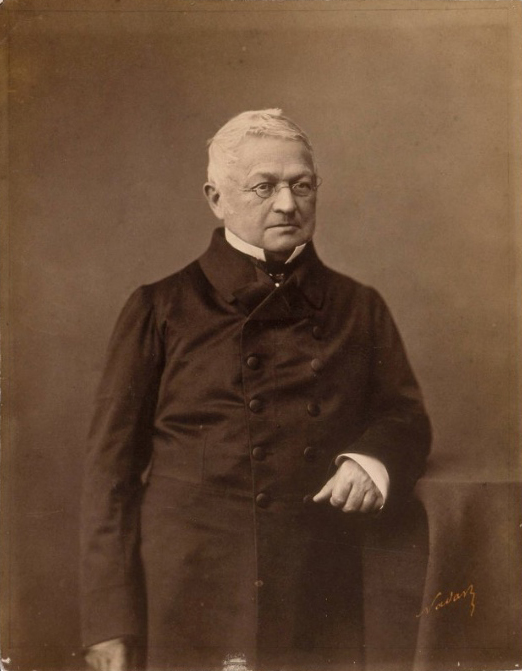
Nadar fényképe Adolphe Thiers-ről

Thiers-t nélkülözhetetlennek tekintette a Nemzetgyűlés a német csapatok idő előtti kivonulásának elérésére való tárgyalásokhoz. A monarchisták a királyság visszaállítását akarták, de egyelőre nem erőltették. Egyrészt azt látták jobbnak, ha nem egy királyi herceg nyomja el a Kommünt, másrészt el akarták kerülni, hogy a franciák vereséggel és idegen megszállás szégyenével asszociálják a királyság visszatérését. Ezért a Nemzetgyűlés meghagyta Thiers-t a végrehajtó hatalom főnökének, arra várva, hogy lehetséges legyen a királyság visszaállítása. Ő maga bírálta a „főnök” címet és a „köztársasági elnök” címet preferálta, melyet akkor kezdtek használni. A Nemzetgyűlés pontosította státuszát egy 1871. augusztus 31-i törvényben. E szerint az elnök mandátuma addig tartott, ameddig a Nemzetgyűlésé, és ez akármikor megfoszthatta tisztségétől. Ő nevezte ki és léptette le a minisztereket, akik akárcsak ő, a Nemzetgyűlés előtt voltak felelősek, és ő elnökölt a minisztertanács ülésein. Jean-Marie Mayeur történész szerint Thiers nélkülözhetetlennek tekintette magát, és kormányzási módszere a folytonos lemondással való fenyegetés volt, de idővel tekintélyét egyre kevésbé tudta rákényszeríteni a többségre.

Henri d’Artois

A monarchisták két ellentétes csoportra oszlottak aszerint, hogy kit tartottak jogos trónörökösnek:
- A legitimisták a francia forradalom eszméjét teljesen visszautasították, a királyság fehér zászlaja mellett tartottak ki és Henri d'Artois (Chambord grófja) köré csoportosultak. Királyként ő lett volna V. Henrik.[26]
- Az orleanisták ki akarták békíteni a királyságot a forradalommal, elfogadták a trikolórt, mint ahogy azt I. Lajos Fülöp francia király|I. Lajos Fülöp, „a polgárkirály” tette, és Fülöp orléans-i herceget, Párizs grófját tartották jogos trónörökösnek.[29]

A képviselőházban a legitimistáknak és az orleanistáknak szövetségre kellett volna lépniük a harmadik nagy képviselőcsoport, a köztársaságpártiaké ellen ahhoz, hogy újból királyság legyen Franciaország, de ez nem sikerült. Egy 1871. július 5-i kiáltványban Henri d’Artois nem fogadta el a trikolórt, ami szétválasztotta az orleanistákat és a legitimistákat, és július 7-én 80 liberális legitimista képviselő nyilatkozata elmélyítette a monarchista csoportok közötti ellentétet.
Látva a monarchia visszatérésének kudarcát, Thiers egyre inkább a köztársaság szószólója lett. Ezt világosan egy 1872. november 13-i szónoklatában nyilvánította ki, társadalmilag konzervatív és politikailag liberális köztársaságért szállva síkra. A monarchisták egyre inkább ki akarták iktatni Thiers-t. 1873-ban részleges választásokon köztársaságpártiak értek el sikert és a baloldali, főleg radikális mozgalmak megerősödtek. Ez félelmet keltett a királyságpártiak körében. Elvárták Thiers-től, hogy intézkedjen a radikálisok ellen, de ő nem egyezett bele. Erre a monarchista többségű Nemzetgyűlés korlátozta az elnök hatáskörét egy Albert de Broglie által kezdeményezett, és 1873. március 13-án elfogadott törvénnyel. Az elnök beszédét a Nemzetgyűlésben többé nem kellett vitának követnie. Ez korlátozta beszédei idejét és monológgá változtatta azokat. Ezzel a Harmadik Köztársaság egész időszakára rögzítették a Nemzetgyűlés és a köztársasági elnök közötti viszony jellegét. 1873 márciusában, amikor a német csapatok teljesen elhagyták az országot, a monarchista többségnek már nem volt többé szüksége Thiers-re. Jobboldaliak uniója alakult meg de Broglie körül abból a célból, hogy a kormány politikája határozottan konzervatív legyen. Thiers kisebbségben találta magát és lemondott 1873. május 24-én. A Kommünt vérbe fojtó Patrice de Mac-Mahon legitimista tábornokot választották meg köztársasági elnöknek még aznap este.

#### A monarchia restaurálására tett kísérlet

##### Visszatérés az „erkölcsi rendhez”

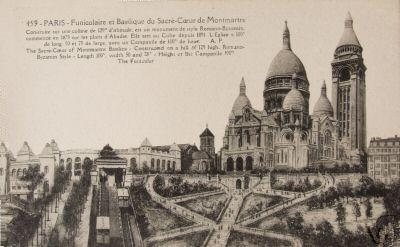
A Sacré Cœur-bazilika

Mac-Mahon elnöksége alatt a kormány politikája az ún. „erkölcsi rend” felé irányult, mely a vallásos értékek szorgalmazásán alapult. Már megválasztásának másnapján, 1873. július 25-én az elnök a Nemzetgyűlésben mondott beszédében kihirdette, hogy „Isten segítségével, hadseregünk hűségével [...] és az összes becsületes ember támogatásával folytatni fogjuk [...] az erkölcsi rend visszaállítását országunkban”. A legitimisták kezdeményezte 1873. július 24-i törvénnyel elhatározták a montmartre-i Sacré Cœur-bazilika felépítését a Kommün bűncselekményeinek jóvátételéért. Alapkövét 1875-ben tették le, 1914-ben fejezték be az építését és 1919-ben szentelték fel. Az 1873 nyarán lezajlott zarándoklatok jelezték a katolikus egyház a társadalomra gyakorolt hatásának erőteljes megújulását. Ezeken sok képviselő is részt vett. Ez a nyíltan vallásos politika határozott köztársaság-ellenes politikával társult, mely célja a még mindig megosztott monarchisták egyesítése volt. Az állami cenzúra sújtotta a köztársaságpárti sajtót, betiltották július 14-e megünneplését, eltávolították a Marianne-mellszobrokat a „vörös Dél” polgármesteri hivatalaiból, betiltották a polgári temetéseket. Ezen kívül az 1874. január 20-án elfogadott fontos közigazgatási reform törvénye az államfőre és a prefektusokra ruházta át a polgármesterek kinevezését az összes helységben, amit nagyon rosszallóan fogadtak a falvakban. A reformot ellenezték a köztársaságpártiak, és ez népszerűekké tette őket. Az erkölcsi rend nevében tett tekintélyelvű intézkedések előkészítették a köztársaságpártiak győzelmét az 1876-os törvényhozási választásokon.

##### Hétéves elnökség

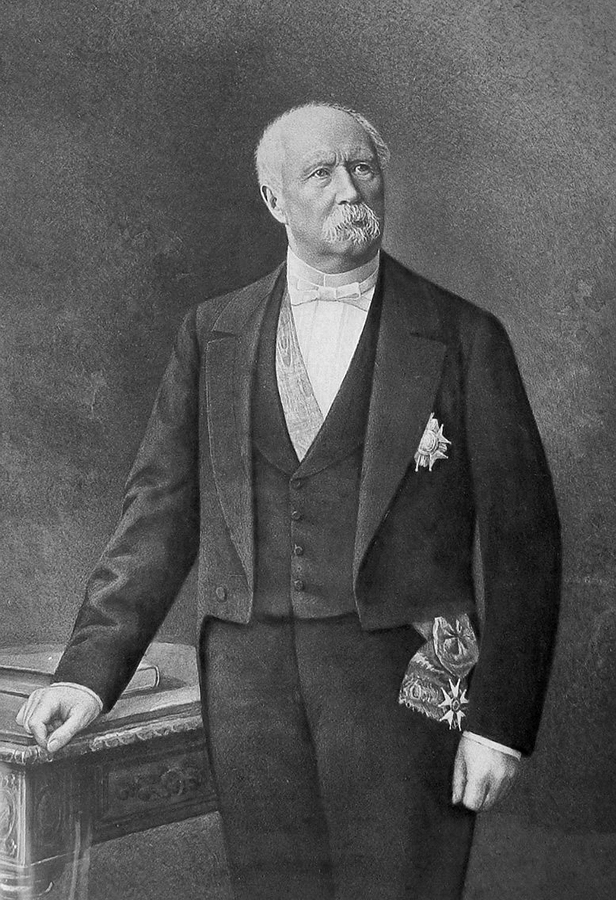
Patrice de Mac-Mahon elnök hivatalos képe

Mac-Mahon, akinek politikai ambíciója a királyság visszahozására látszott korlátozódni, csak az államfői tisztséget vállalta fel és a kormányzás feladatát de Broglie-ra hagyta, aki az egyik legerősebb francia arisztokrata család sarja volt. Hamarosnak tűnt a monarchia visszatérése, miután 1873. augusztus 5-én Henri d’Artois és Philippe d’Orléans találkozóján az utóbbi elismerte az előbbit „Franciaország monarchikus eszméje képviselőjének”. Az orleanisták azt javasolták, hogy restauráció esetén a legitimista trónkövetelő lépjen a trónra, és hogy neki nem lévén gyerekei, egy Orléans-házi legyen az utódja. Azonban d’Artois továbbra sem mondott le a monarchia fehér zászlajáról és az ügy újra kútba esett. D’Artois akkor ötven éves volt, és az orleanisták elhatározták, hogy kivárják halálát. Ezért de Broglie szorgalmazására az 1873. november 20-i törvény hét évre meghosszabbította Mac-Mahon mandátumát. A legitimisták de Broglie-t és az orleanistákat hibáztatták a restauráció kudarcáért és a köztársaságpártiakkal együtt szavaztak 1874. május 16-án egy, a kormány által előterjesztett törvénytervezet ellen. Ezért ez lemondott, és de Broglie-t Ernest Courtot de Cissey tábornok váltotta fel, aki jobboldali és közép-jobboldali politikusokból alakított kormányt.

#### Haladás a köztársasági államrend felé

##### Az 1875-ös alkotmányos törvények
1874 júliusában a konzervatív köztársaságpárti Auguste Casimir-Perier kérte a majdani alkotmány kidolgozásának elkezdését. 1875. január 30-án elfogadtak egy Henri-Alexandre Wallon által javasolt törvénymódosítást, mely szerint a köztársaság elnökét hét évre választja meg a Nemzetgyűlésben összegyűlt majdani Szenátus és majdani Képviselőház a szavazatok abszolút többségével, és az elnök újraválasztható. Ez az előírás bevezette az elnöki tisztség személytelen voltát. Addig a hét éves tartam csak személyesen Mac-Mahonra volt érvényes.
Az 1875. február 24-i törvény a Szenátusra vonatkozott. Ez felsőházként 300 szenátorból állt, köztük 75 mandátuma életük végéig tartott. Őket maga a Szenátus választotta ki. A köztársaságpártiak az Első Köztársaság hagyománya szerint általános szavazással megválasztott egykamarás parlamentet szerettek volna. Egy második, a helyi hatalmak által megválasztott kamara eszméje az orleanisták parlamentarizmusra vonatkozó koncepciójával egyezett. Mégis, az alkotmány szüksége előtt meghajolva, a köztársaságpártiak elfogadták a Szenátust azzal a gondolattal, hogy majd később kiiktatják. A monarchisták elfogadták a köztársaságot azt remélve, hogy a Szenátus konzervatív lesz és ellensúlyozni fogja az esetleg baloldali többségű Képviselőházat.
Az 1875. február 25-i törvény a közhatalom szervezéséről szólt. E szerint a köztársasági elnök törvényeket javasolhatott, akárcsak a két kamara tagjai; kihirdette a törvényeket, miután azokat elfogadta a két kamara; felügyelte a törvények betartását; kegyelmet adhatott; a fegyveres erőkkel rendelkezett; kinevezhetett személyeket minden polgári és katonai tisztségre; elnökölt a nemzeti ünnepségeken; feloszlathatta a Nemzetgyűlést. Az 1871-es Nemzetgyűlést ezentúl Képviselőháznak nevezték. A „Nemzetgyűlés” nevet a két kamara együttese kapta, mely az alkotmányos törvények módosítására ült össze.
Az 1875. július 16-án megszavazott törvény a közhatalom ágainak viszonyára vonatkozott.
Alkotmányozási szerepe bevégzése után, 1875. december 31-én az addigi Nemzetgyűlés megszüntette működését.

##### Az 1877. május 16-i válság és a köztársaságpártiak győzelme

A Képviselőház összetétele az 1876-os választások nyomán.
Szélsőbaloldal: 40 képviselő
Republikánus unió: 67 képviselő
Republikánus baloldal: 149 képviselő
Közép-baloldal: 99 képviselő
Alkotmánypártiak és orleanisták: 41 képviselő
Bonapartisták: 88 képviselő
Legitimisták: 45 képviselő
Egyebek: 4 képviselő

Az 1876. január 30-i szenátusi választások nagyon csekély jobboldali többséget eredményeztek. A köztársaságpártiaknak 149 szenátora lett (84 közép-baloldali, 50 baloldali és 15 radikális) 151 jobboldali ellenében (98 orleanista közép-jobboldali, 40 bonapartista és 13 legitimista). Az 1876. február 20-i és március 5-i képviselőházi választások nagy győzelmet hoztak a köztársaságpártiaknak, az őket támogató sajtóra gyakorolt kemény cenzúra ellenére. A köztársaságpártiak a fővárost, a többi nagy várost, az Észak-Keletet, a Dél-Keletet és a Középhegységet uralták. A Dél-Nyugat többnyire bonapartista, az ország többi része pedig monarchista volt.
Mac-Mahon közép-baloldali kormányt alakított élén Jules Dufaure-ral, aki közép-baloldali, konzervatív köztársaságpárti és katolikus volt. Egy 1876. március 9-i rendelettel Dufaure a „minisztertanács elnöke” címet vette fel, hogy hangsúlyozza tekintélyét a köztársasági elnökkel szemben. Feszültségek keletkeztek a képviselőház és Dufaure között, amikor viták kezdődtek a köztársaság-ellenes képviselők mandátumának érvénytelenítéséről, a prefektusi adminisztráció megszűréséről és a kommünárok amnesztiájáról. Dufaure elvesztette a köztársaságpárti többség bizalmát és 1876. december 3-án lemondott. Erre Mac-Mahon 1876. december 13-án kinevezte a kormány élére Jules Simont, Thiers egykori miniszterét, aki filozófiaprofesszor a Sorbonne Egyetemen és konzervatív köztársaságpárti volt. 1877-ben nagy viták folytak a Képviselőházban arról, hogy a helységi tanácsok ülései legyenek-e nyilvánosak vagy sem. A monarchisták ellene voltak, a köztársaságpártiak mellette. Mac-Mahon szemére vetette Simonnak, hogy nem elég erélyes a radikális képviselőkkel szemben, és 1877. május 16-án lemondatta. Úgy tekintette, hogy az alkotmány jogot ad neki érvényesítenie saját politikai vonalát és semmibe véve a Képviselőház többségét, Albert de Broglie-t nevezte ki a minisztertanács elnökévé. Ennek kormánya tisztogatásba kezdett: 62 prefektust és csaknem az összes alprefektust helyettesítette és 1385 köztisztviselőt menesztett. A Képviselőház nem szavazott bizalmat de Broglie-nak, ezért június 25-én Mac-Mahon feloszlatta.
A választási kampány nagyon élénk, és az október 14-én és 28-án lezajló választásokon a részvétel nagyon magas volt, 80,6%. A köztársaságpártiak 40 mandátumot veszítettek, de többségben maradtak. Mac-Mahon nem fogadta el a választások eredményét és újból fel akarta oszlatni a Képviselőházat, de a Szenátus megakadályozta. Mac-Mahon engedett és 1877. december 13-án visszahívta a kormány élére Jules Dufaure-t, aki baloldali személyiségeket is bevont a kormányba, mint például Charles de Freycinet-t a közmunkaügyi tárca élére. Az 1878. január 6-án megtartott helyhatósági választások sok köztársaságpárti sikerrel jártak, az 1879. január 5-i, a Szenátus egy részét felújító választások pedig nagy köztársaságpárti többséget eredményeztek. Mac-Mahon elszigetelődött, nem számíthatott többé a Szenátusra és január 30-án inkább lemondott, mintsem hogy aláírjon egy, a hadseregben végzendő tisztogatásokat előíró rendeletet.

## ABelle époque(1879–1914)
Belle époque-nak, szó szerint „Szép korszaknak” nevezik Franciaországban azt az időszakot, amely a magyarul „századforduló”-nak nevezett európai történelmi időszaknak felel meg.

### Az „opportunista” köztársaság (1879–1898)
Mac-Mahon lemondása napján, 1879. január 30-án Jules Grévyt választották meg helyette.
A köztársaság diadalát több szimbolikus aktus jelezte:
- 1879. február 14-én a Marseillaise lett újból hivatalosan a nemzeti himnusz. Valójában 1795 óta volt az, mivel azt a rendeletet, amellyel himnusz lett soha sem törölték el az előző rendszerek.[42]
- 1880. július 6-án a nemzeti ünnepet július 14-ére tették.
- 1880. július 11-én az elítélt kommünárok amnesztiát kaptak.
- Sok utca és sugárút a „Köztársaság” nevet kapta.

#### A Jules Ferry kormányok (1879–1885)

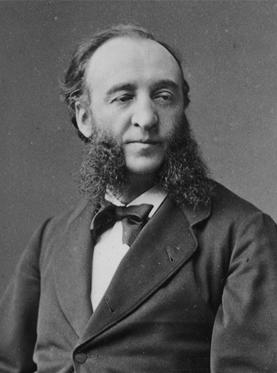
Jules Ferry.

1879-ben a köztársaságpártiak több irányzatra oszlottak. A közép-baloldal politikailag mérsékeltekből és társadalmi kérdésekben konzervatívokból állt. Két csoportot alkottak, a republikánus baloldalt (fő alakja Jules Ferry) és a republikánus uniót (Léon Gambetta vezetésével). A közép-baloldaliak szerint a republikánus eszme csak fokozatosan haladhatott a társadalomban mielőtt teljesen uralhatná. Őket nevezték opportunistáknak. A radikálisok, élükön Georges Clemenceauval a köztársaság azonnali teljes uralmát követelték, erőteljes szekularitás mellett szálltak síkra, be akarták vezetni a jövedelemadót és a gyarmatosítás ellen voltak. Az 1881-es képviselőházi választások megerősítették a köztársaságpártiak többségét. 457-en voltak 88 konzervatív képviselő ellenében.
Jules Ferry volt az 1879 és 1885 közötti első köztársaságpárti kormányok fő személyisége mint közoktatási miniszter, külügyminiszter vagy miniszterelnök. Több reformot kezdeményezett az oktatás, az igazságszolgáltatás és részben az alkotmány terén.

##### Az oktatás

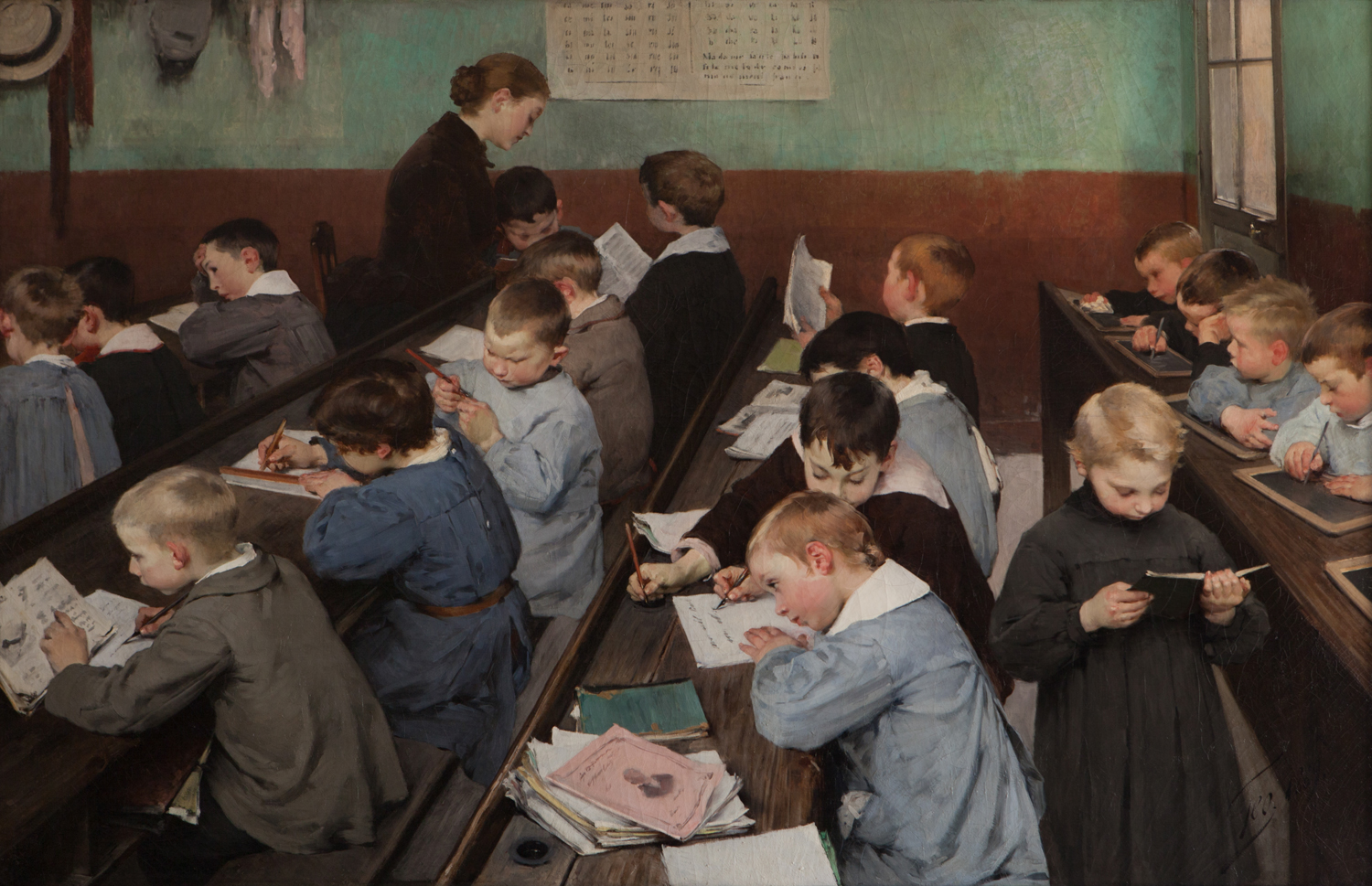
A republikánus iskola, ahogyan Jean Geoffroy festő látta 1889-ben

A köztársaságpártiak szemében az iskola a tudatlanság elleni harc és az állampolgári öntudat fejlesztésének fontos eszköze kellett legyen. Az iskolázás terén be akarták hozni a lemaradást Németországhoz képest, ugyanis az 1871-es vereséget a németek ezen a téren való előnyével is magyarázták. Ezért az iskolának szerintük ingyenesnek, kötelezőnek és szekulárisnak kellett lennie, hogy felvilágosodott állampolgárokat képezzen.
Két 1880. március 29-én kiadott rendelet előírta, hogy Franciaországban a jezsuita rendnek, mely jelentősen foglalkozott tanítással, fel kell oszlania három hónapon belül, és hogy a többi szerzetesrendnek három hónapon belül kérnie kell az engedélyezését. Az 1881. június 16-i Ferry kezdeményezte törvény bevezette az ingyenes oktatást az állami elemi iskolákban és a tanítók kötelezettségét, hogy képességi bizonyítványt szerezzenek. Ezt kiegészítette az 1882. március 28-i törvény, mely előírta a 6-tól 13 éves fiúk és lányok iskolakötelezettségét és az iskola szekuláris voltát. Nyilvános vizsgán szerzett bizonyítvány igazolta az elemi iskola sikeres befejezését. Az 1886. október 30-án megszavazott törvény a tanítókat is szekulárisokká tette. Képzésüket már szabályozta az 1879. augusztus 9-i Paul Bert kezdeményezte törvény. Mindegyik megyében kellett lennie középoktatási szintű tanító- és tanítónőképző iskolának. Tanáraik két pedagógiai főiskola végzettei voltak. Nők számára ez Fontenay-aux-Roses-ban, férfiak számára pedig Saint-Cloud-ban volt.

##### Az alkotmány módosítása
Nehéz volt módosítani az 1875-ös alkotmányos törvényeket, mivel ellentétek voltak ezzel kapcsolatban a parlamenten belül, még köztársaságpártiak között is. A radikálisok jakobinus szemléletükhöz hűen egykamarás parlamentet akartak, a liberális republikánusok viszont meg akarták tartani a Szenátust a Képviselőház hatalmának egyensúlyozására. Jules Ferry a szenátus védelmezője lett, és ez cserében engedett az iskola ügyében, főleg abban, hogy ez szekuláris legyen.
Az 1884. augusztus 14-i alkotmányos törvény megszüntette a nyilvános imádságot a parlamenti ülésszakok megnyitásán, megtiltotta a királyi hercegek köztársasági elnökké való megválasztását és a köztársasági államrend revízióját. Végül az 1884. december 9-i alkotmányos törvény megszüntette az örökös szenátorok haláluk utáni helyettesítését.

##### Republikánus szabadságjogok
A köztársasági rendszer véget vetett az erkölcsi rend kormányzata intézkedéseinek. Az 1881. július 29-i törvény liberális rendet vezetett be a sajtó terén. Az 1881. június 30-i törvénnyel szentesítették a gyülekezési szabadságot engedélyezés nélkül. Ezt előzetes nyilatkozattal helyettesítették, de ezt is eltörölték 1907-ben. Társadalmi téren az 1884. március 21-i Waldeck-Rousseau-törvény legalizálta a szakszervezeteket, kivéve a közalkalmazottak részére és az állam fennhatósága alatt álló testületekben. Családi téren az 1884. július 27-i Alfred Naquet kezdeményezte törvény visszaállította a házastárs hibája miatt kért válás jogát. Végül a közigazgatás terén az 1884. április 5-i törvény szerint a helységi tanácsot általános szavazással választották meg négy évenként (1929-ig), a polgármestert és helyetteseit pedig a helységi tanács választotta meg.

##### Konzervatívokat érintő tisztogatások
A republikánus hatalom nagy tisztogatásokba kezdett. Az 1877 májusában a de Broglie-kormány által kinevezett prefektusok decemberben vagy lemondtak, vagy lemondatták őket. Egyes közigazgatási testületek még konzervatívok voltak, főleg az igazságszolgáltatásban, de az 1880-ban meghozott szerzetesrendek elleni rendeletek alkalmazásakor ennek 200 tagja nem volt hajlandó a jezsuitákat kitiltani és lemondott. 1880 áprilisa és 1884 júniusa között 600 ügyész és bíró volt kénytelen távozni tisztségéből. Az 1883. augusztus 30-i törvény három hónapra felfüggesztette a bírók elmozdíthatatlanságát, hogy ebben az időszakban nyugdíjaztathassák a köztársaság ellenzőit, főleg azokat, akik 1851. december 2-a után Louis Napoléon Bonaparte oldalán voltak a köztársaság ellen. Az igazságszolgáltatás tisztogatásával a republikánusok biztosítani akarták, hogy döntései ne mondjanak ellent a törvényhozás akaratának.

#### A boulangizmus okozta válság

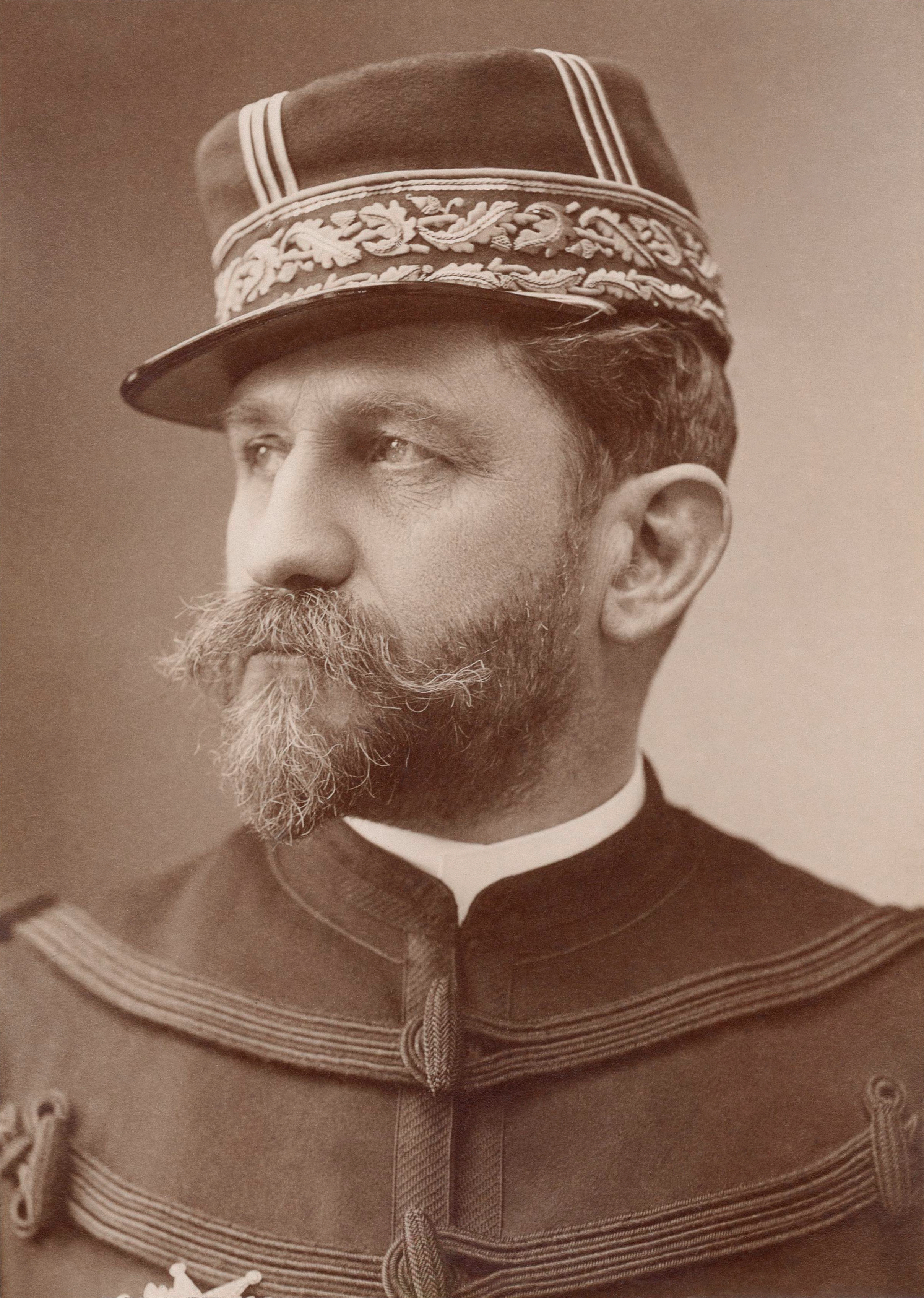
Nadar fényképe Georges Boulanger tábornokról

Jean-Marie Mayeur szerint a köztársaság megalapítóinak korszaka Jules Ferry utolsó kormányával véget ért, és olyan időszak kezdődött, melyben a megnövekedett rendszer-ellenes irányzatok jelentős kormányzati instabilitást okoztak.

##### Az 1885-ös választások és a kormányzati instabilitás
Az 1885-ben megtartott választások a szélsőségek megerősödését hozták, azaz a konzervatívok jelentős visszatérését és a radikálisok előrenyomulását. A három irányzatú csoportból (konzervatív, opportunista republikánus és radikális) összetett Képviselőház irányíthatatlan volt, ami kormányzati instabilitást okozott. A Ferry-kormány 1885-ben bekövetkezett bukása után 1889-ig hét kormány követte egymást. A közvéleményt felháborították a folytonos kormányváltások, és az instabilitás egy tábornok, Georges Boulanger vezette mozgalom parlamentarizmus-ellenességének melegágya lett.
A Harmadik Köztársaságot végig jellemezte a kormányzati instabilitás. 104 kormány követte egymást 1871 és 1940 között. Egyesek csak egy napig tartottak ki. Ez az instabilitás valamennyire látszólagos volt, valójában egyféle stabilitást rejtett. A kormányzati instabilitást kormánykombinációk, tárcák egymás közötti cseréje jelentette ugyanazok között az emberek között, úgyhogy összesen csak kb. száz ember volt hatalmon a Harmadik Köztársaság egész időszakában.

##### A boulangizmus eredete
A lakosság elégedetlen volt a kormányzati instabilitással, de a hatalom, főleg a radikálisok szerinte túl kevés szociális intézkedésével is. Ennek megnyilvánulása például a párizsi építőmunkások sztrájkja volt 1888-ban.
Gérard Noiriel marxista nézetű történész szerint gazdasági és társadalmi téren a köztársaságpártiák politikája sokkal kevésbé szakított az előző konzervatív rendszer politikájával, mint az oktatás és a sajtó terén. A köztársaságpárti hatalmat felkészületlenül érte a kapitalizmus 1873 és 1896 közötti első nagy válsága, mivel nem vette eléggé figyelembe a konjunktúra változásának jeleit. Az 1873-ban Bécsből kiinduló bankválság elterjedt és 1882-ben az Union générale bank csődjét és a párizsi tőzsdekrachot okozta, amely sok társadalmi és gazdasági feszültséghez vezetett Franciaországban.
A parlamentarizmus elleni hullámot főleg az 1887 októberében kirobbant ún. „kitüntetések botránya” táplálta. Daniel Wilson képviselő, Grévy köztársasági elnök veje a Becsületrenddel üzérkedett. Ez lemondásra kényszerítette Grévyt. Helyébe Marie François Sadi Carnot-t választották meg. Sok emberben az az érzés honosodott meg, hogy a parlament tagjai korrupt oligarchiát képeznek.
Ehhez hozzáadódott a revánsvágyó nacionalizmus feléledése. Az 1882-ben megalakult Ligue des patriotes (Hazafiak ligája) fejleszteni akarta „a nemzet erkölcsi és testi erejét” annak érdekében, hogy visszavegye azt, amit a háborúban elveszített. Ezért a gyarmatosítás leállításáért szállt síkra, mivel szerinte ez elvonta a franciákat igazi feladatuktól, és a parlamentarizmus végét kívánta, mert az akkori parlament a gyarmatosítást szorgalmazta.
1886-ban kezdett Boulanger politikai karriert. Republikánus, baloldali, csaknem radikális tiszt volt. Szélsőbaloldali barátai támogatták, főleg Georges Clemenceau, mint olyan embert, aki republikánus meggyőződéseket volt képes a monarchista eszme uralta hadsereggel elfogadtatni. Hadügyminiszter lett és népszerűvé vált a katonák körében életkörülményeik és felszerelésük jobbításával, ugyanakkor népszerűvé téve a sereget. A radikális és a mérsékelt republikánusok is egyelőre kedvelték. Azonban nacionalista és revánspártiként kezdett mutatkozni és a Hazafiak ligájához közeledett. Ugyanakkor parlamentarizmus-ellenes nézeteket is vallott, az alkotmány módosítását szorgalmazta. Azt hangoztatta, hogy vissza akarja adni a szót a népnek, visszaállítani a parlametarizmus által elkobzott szuverenitását.
A boulangizmus elnevezést kapta az a mozgalom, melyet megtestesített Boulanger. Követőiben közös volt a parlamentarizmussal való elégedetlenség, de egyébként különböző irányzatokhoz tartoztak. Egyesek monarchisták voltak, akik eszközt láttak benne a rendszer megdöntésére, mások hithű köztársaságpártiak (sokan radikálisok), akik elítélték a korrupciót és szociális intézkedéseket követeltek, megint mások Nemétországtól revánsot kívánó nacionalisták. Raymond Saleilles szerint a boulangizmust erős hatalom szükségének érzete magyarázta.

##### Köztársaságpárti reagálás a boulangizmus ellen
1887-ben a köztársaságpártiakat már nyugtalanította Boulanger revánsizmusa, népszerűségének veszélyes növekedése és képessége mozgósítani a parlamentarizmus-elleneseket. Ezért meg akartak szabadulni tőle. 1889-ig folyamatosan próbálkoztak eltávolítani a politikai életből, miközben népszerűsége egyre nőtt. Végül bűnügyi eljárást indítottak ellene, és menekülni kényszerült az országból. El is ítélték távollétében. Közben a boulangista mozgalomnak lettek képviselői a parlamentben, Boulanger vezette továbbra is külföldről, de csalódást okozott mikor egyiknek, mikor másiknak a mozgalom irányzatai közül, és távollétében a boulangizmus hanyatlásnak indult.
Akkoriban a pártlistás arányos választási rendszer volt érvényben, és lehetséges volt egyetlen személy jelölése több választókerületben. Ez kedvezett Boulanger-nak, de az 1889. július 17-i választási törvény ezt eltörölte és az egyéni választókerületi választást vezette be. Ez a már befutott köztársaságpárti személyiségeknek kedvezett, bár a köztársaság kezdetének idejében egyes alapítói, mint Gambetta tartottak a választások túlságosan személyes jellegétől.
A parlamenti köztársaság megerősödötten került ki a boulangizmus epizódjából, legyőzve ellenfeleit és eltávolítva az elnöki hatalomra törekedő elemeit. Boulanger veresége hozzájárult a jobboldali ellenfelek megosztásához és a baloldaliak mérsékeléséhez, ami azt eredményezte, hogy a radikalizmus elveszítette Párizst és vidéken telepedett meg.

#### A megújult köztársaság

##### A gyarmatosítás kiterjesztése
Jules Ferry indította el a gyarmatosítás kiterjesztését 1881 és 1885 között azzal, hogy Franciaország protektorátusát kényszerítette rá Tunéziára, megelőzve ebben Olaszországot. Protektorátust létesített Annamban is, ahogyan Vietnám középső részét nevezték, és egy másikat Tonkinban, Vietnám északi részében, a már régebb óta francia gyarmat Kokinkína mellett. Németország ezt jó szemmel nézte, mivel így elterelődött a franciák gondolata a revánstól.
Az opportunista republikánusok gyarmatosító politikájának több indítéka volt:
- a francia termékek piaca kiterjesztésének akarata;
- az az óhaj, hogy Franciaország nagy gyarmatosító hatalom legyen, álljon vissza egykori hatalma a világban és készíthesse elő a Németország elleni revánsot;
- az a meggyőződés, hogy Franciaországnak civilizáló szerepe kell legyen, hogy a köztársasági Franciaország humanista messianizmus hordozója.

Ezt a politikát a monarchista és nacionalista jobboldal is, és a radikális baloldal is támadta, mivel a gyarmatosító háborúk elterelték Franciaországot a revánstól.

##### Afrikai hódítások és konfliktus az Egyesült Királysággal
Algériában, Szenegálban és Kongó partjain levő bázisaiból kiindulva Franciaország a legnagyobb gyarmategyüttest létesítette Afrikában Francia Egyenlítői-Afrikával, Francia Nyugat-Afrikával és Madagaszkárral. Ez versengést keltett az Egyesült Királysággal, amellyel szemben néhány veszteséget szenvedett el. Előbb lemondott erős pozíciójáról Egyiptomban. Az Egyesült Királyság kihasználta Franciaország meggyengülését és 1875-ben felülmúlta pénzügyi részvételben a Szuezi-csatorna Társaságban, majd 1882-ben rákényszerítette protektorátusát Egyiptomra. Végül 1898-ban, a fashodai incidens nyomán Franciaország lemondott a Nílus egész völgyéről. Ez a versengés egy időre bonyolulttá tette a két ország közötti viszonyt.

##### A francia–orosz szövetség
A 19. század végén Európát két ellentét uralta. Nyugat-Európában Franciaország nem mondott le Elzászról és Lotaringiáról, miközben Németország meg akarta tartani magának. Kelet-Európában Ausztria-Magyarország és Oroszország voltak riválisak a Balkán uralásáért.
1878-ban a berlini kongresszuson, ahol megállapodtak a Török Birodalom újabb visszaszorításának módozatain, Oroszország nagyra törő követelésekkel állt elő, melyeket Ausztria-Magyarország meghiúsított az Egyesült Királyság segítségével. Majd Ausztria–Magyarország különleges szövetséget kért Németországgal és 1879-ben ezt el is érte. 1882-ben Olaszország csatlakozott ehhez és megalakították az ún. Hármas szövetséget.
Ezzel a szövetséggel szemben Franciaország fokozatosan Oroszországhoz közeledett. Államrendszereik szempontjából nagyon különbözők voltak mint egyik oldalon parlamenti köztársaság, a másikon autokrata birodalom, de Franciaországnak ez a közeledés érdekében állt. Az egyik szempontja pénzügyi volt, mivel jelentős megtakarításai voltak európai befektetésekre, miközben a nagyméretű fejlődésben levő Oroszország tőkehiánnyal küszködött. Katonai szempontból az 1892. augusztus 17-én kötött szövetségnek volt egy titkos pontja, mely szerint a két ország kölcsönösen mozgósítja hadseregeit német veszély esetén Franciaországra nézve, illetve osztrák–magyar veszély esetén Oroszországra nézve. Ennek az új barátságnak a szentesítésére 1896. októberében II. Miklós orosz cár államfői látogatást tett Franciaországban, a következő évben pedig Félix Faure francia köztársasági elnök Szentpéterváron. A napóleoni háborúk nyomán hosszú ideig elszigetelt Franciaország végre szövetségesre talált.

### Radikális köztársaság (1898–1914)

#### A Dreyfus-ügy (1894–1906)

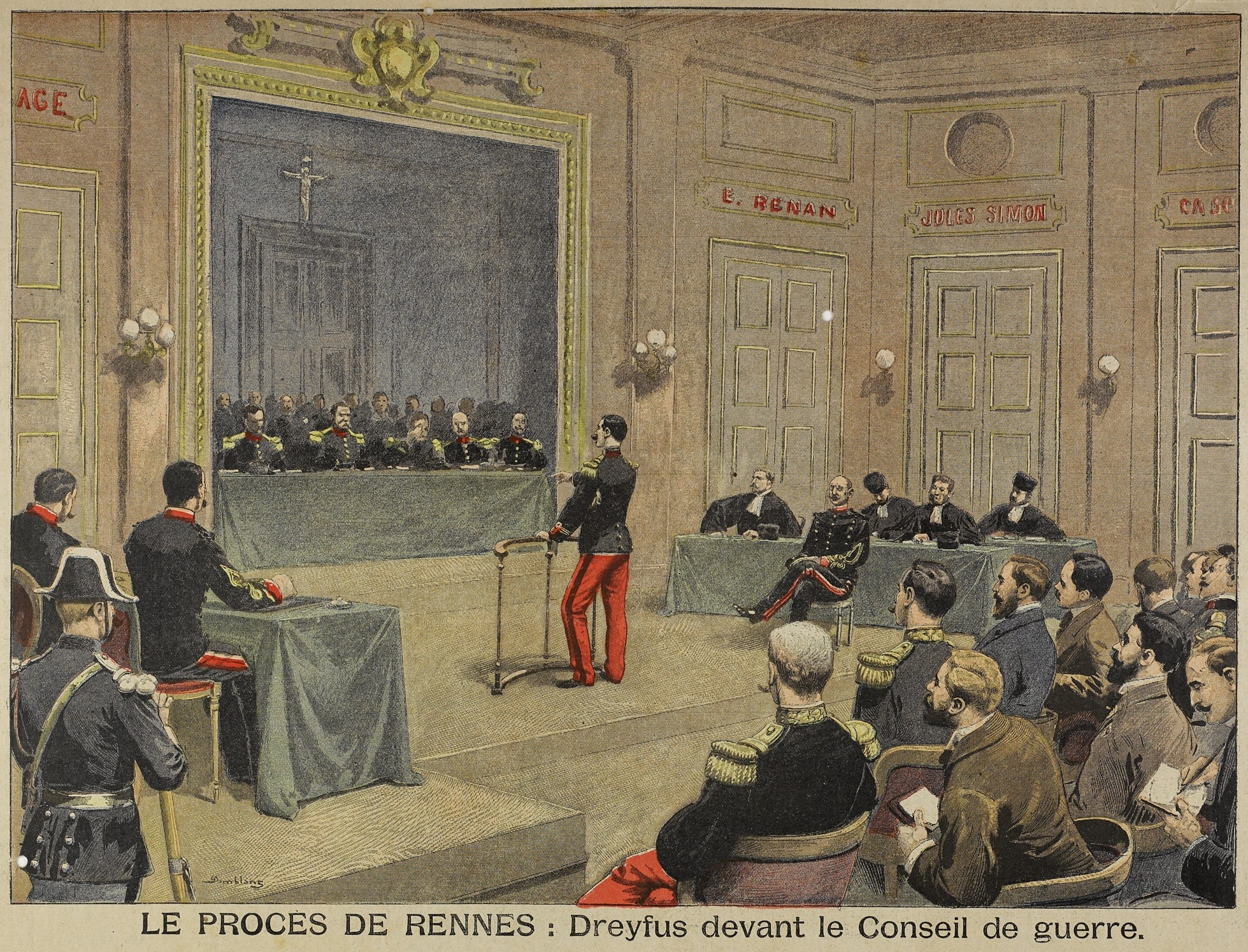
Alfred Dreyfus pere a Rennes-i katonai bíróságon

1894-ben Alfred Dreyfus zsidó származású századost felelőtlenül végzett vizsgálat nyomán Németországnak való kémkedéssel vádolták meg és életfogytiglani déportálásra ítélték Guyanába az Ördög-szigetre. Az országban feléledt az antiszemitizmus. 1896-ban Marie-Georges Picquart ezredes kiderítette a valódi bűnöst, de a hadsereg és ennek igazságszolgáltatási szervei nem akarták beismerni hibájukat. A közvélemény és a sajtó ketté oszlott. A Dreyfus-pártiak az igazság győzelmét, Dreyfus rehabilitálását követelték, akármilyen következményekkel is járt volna ez a hadseregre nézve. Sokan az ekkor létesített Emberi jogok ligájába tömörültek. A Dreyfus-ellenesek az üggyel kapcsolatban tovább szították az antiszemita hullámot. Ők többnyire szélsőjobboldali nacionalisták voltak és a már létező Hazafiak ligájában vagy az ekkor létrehozott Francia haza ligájában szervezkedtek. 1899-ben államcsínnyel is próbálkoztak. Ugyanabban az évben visszahozták Dreyfust Franciaországba és augusztus 7-én perújrafelvételen 10 évi börtönre ítélték, de a következő hónapban a köztársasági elnök megkegyelmezett neki. 1906-ban a Legfelsőbb Bíróság semmissé tette az ítéletet és rehabilitálta Dreyfust, majd vissza is vették a hadseregbe.
A Dreyfus-pártiak körében megnövekedtek az antimilitarista érzelmek. Az addig a jakobinus hazafiság hagyományát követő baloldal immár elutasította a nacionalizmust. Ez a jobboldal jellegzetessége lett. A Dreyfus-ügy véget vetett a mérsékelt köztársaságpártiak domináns szerepének, és lehetetlen lett a középvonalat tartani. Elmélyült a szakadék baloldal és jobboldal között.
Ún. „köztársaságot védelmező” szövetség jött létre az összes baloldali irányzat, radikálisok, radikális-szocialisták, republikánus szocialisták és szocialisták között. Ehhez csatlakoztak később az ún. „független szocialisták” is, akik nem akartak egyik szocialista szervezet tagjai sem lenni.

#### Az állam elválasztása a felekezetektől

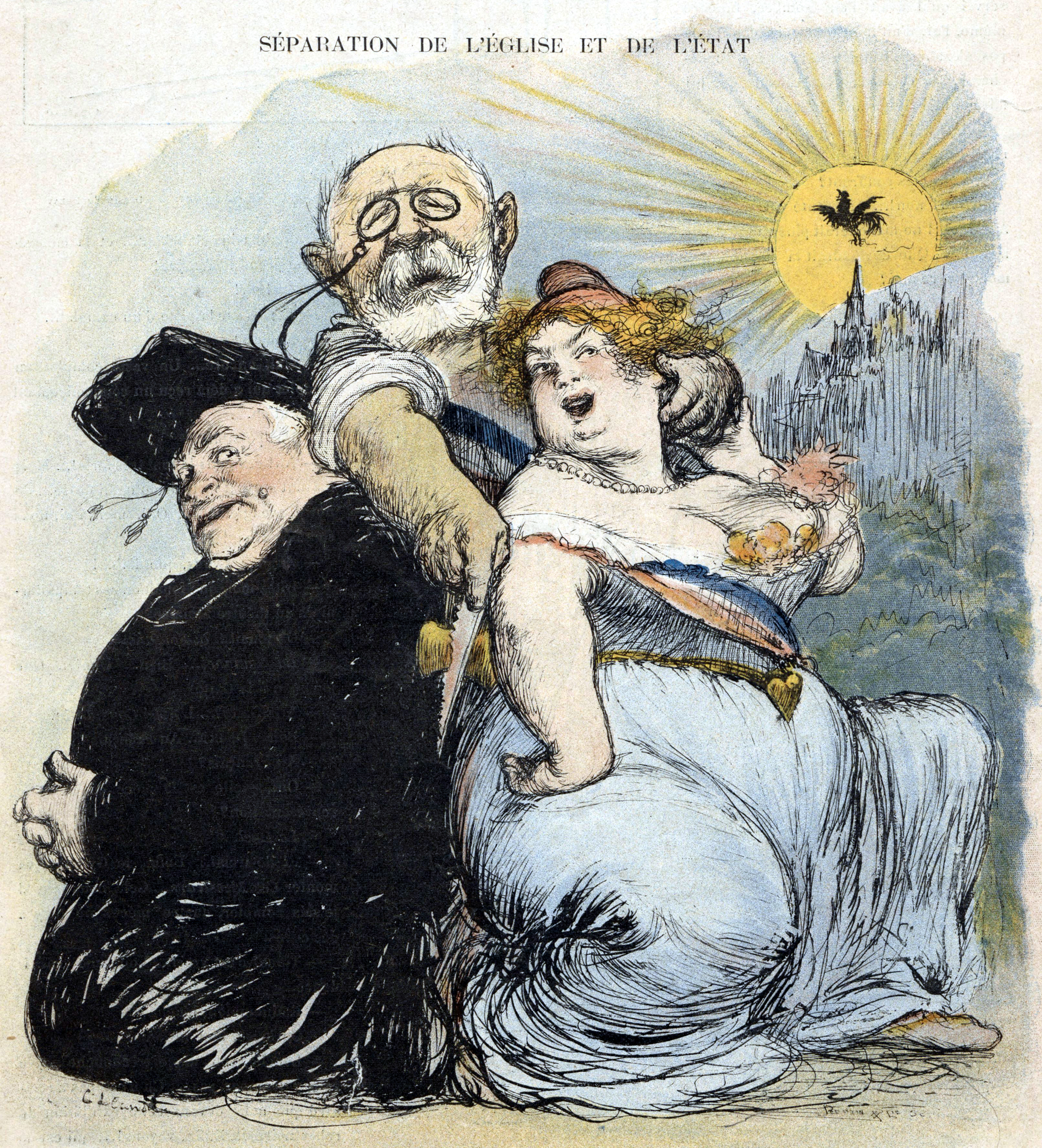
Jean-Baptiste Bienvenu-Martin közoktatási miniszter elválasztja a felekezeteket az államtól. Charles Léandre karikatúrája a Le Rire hetilap 1905. május 20-i számában

A Dreyfus-ügy újabb baloldali előrelépéssel járt az 1898-as választásokon, a hadseregben és a katolikus egyházban létező tekintélyelvűség híveinek ellenében. Pierre Waldeck-Rousseau liberális republikánus alkotott kormányt, melybe bevett egy szocialista politikust is munkaügyi miniszterként. Tisztogatást végzett a hadseregben és elfogadtatta 1901-ben az egyesületekre vonatkozó törvényt, mely adminisztratív engedélyezésre kötelezte a vallásos kongregációkat. Ez volt a Harmadik Köztársaság leghosszabb ideig hivatalban levő kormánya, 1902-ig.
1901-ben kezdtek szerveződni a tulajdonképpeni politikai pártok, ahogyan ezeket a 20. és a 21. században értelmezik, elsőként abban az évben a baloldali Republikánus Radikális és Radikális-Szocialista Párt.
Az 1902-ben megtartott választások e párt és a független szocialisták diadalát hozták. Émile Combes miniszterelnök kormánya még szigorúbb antiklerikális intézkedéseket alkalmazott, mint az előző kormány. Csak öt szerzetesrendet engedélyezett és 3000 katolikus iskolát záratott be. 1904-ben megszakadt a diplomáciai kapcsolat a Vatikánnal. 1905 januárjában ez a kormány megbukott egy botrány miatt, ugyanis kitudódott, hogy titokban a hadügyminiszter magas rangú tisztek politikai nézeteiről készíttetett kartotékot a szabadkőművesek Franciaországi Nagyoriensével.
Aristide Briand szocialista képviselő kezdeményezésére a parlament megszavazta 1905. december 9-én a felekezetek és az állam szétválasztásáról szóló törvényt, amely értelmében immár nem az állam nevezte ki a püspököket és nem ő fizette a lelkészeket.
Az 1906-os választásokat a Republikánus Radikális és Radikális-Szocialista Párt nyerte meg. Miniszterelnöke 1906 októberétől 1908 júniusáig Georges Clemenceau volt. Mint kultuszminiszter Aristide Briand pragmatikus módon alkalmazta a felekezeteket az államtól szétválasztó törvényt, Joseph Caillaux pénzügyminiszter pedig javasolta a jövedelemadó bevezetését, de ezt csak 1914-ben fogadta el a Szenátus.

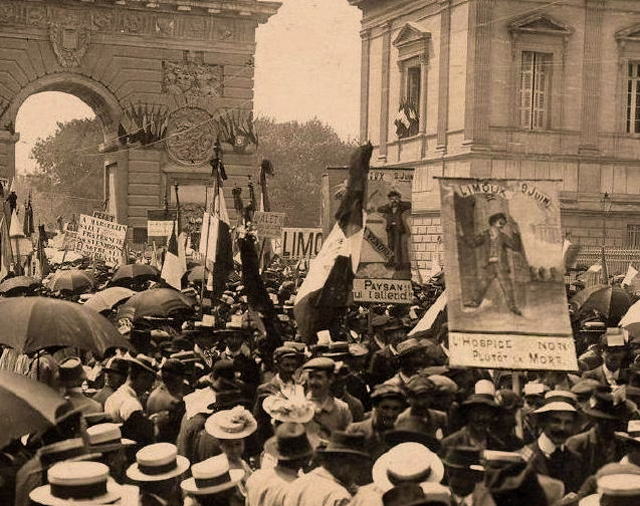
Szőlősgazdák tüntetése Montpellier-ben (1907)

A Clemenceau kormány heves sztrájkokkal szembesült és brutálisan reagált rájuk. 1907 áprilisában és júniusában Languedocban és Roussillon-ban a szőlősgazdák nagy tüntetéseket szerveztek a borokat érintő csalások ellen, a legnagyobbat Montpellier-ben. Bevetették ellenük a hadsereget és letartóztatták a megmozdulás vezetőit, ami zavargásokat okozott. Narbonne-ban a katonák a tömegbe lőttek, majd Béziers-ben kb. 500 katona megtagadta a parancsok teljesítését és a lakosság lelkesedve fogadta őket. Clemenceau újabb erődemonstrációval válaszolt, de 1907. június 23-án a borok masszív cukrozását tiltó törvényt szavaztatott meg.

#### Külpolitika 1898 és 1912 között
1898-tól kezdve Théophile Delcassé hét éven át volt külügyminiszter. Megerősítette a szövetséget Oroszországgal és folytonos közeledési politikát gyakorolt egyrészt Olaszországhoz, másrészt az Egyesült Királysághoz. Az utóbbival 1904-ben egyezmények együttesét írta alá a két hatalom Afrikában, Amerikában és Ázsiában felmerült ellentéteik rendezésére. Ennek nyomán a két ország közötti viszonyt entente cordiale „szívélyes egyetértés”-ként jellemezték.
Közben Franciaország próbálkozott Marokkóra kiterjeszteni befolyását és ezzel konfliktusba került az ugyanezt kívánó Németországgal. Az ezzel kapcsolatos bonyodalmak miatt Németország kérte Delcassé lemondatását és elérte 1905. június 6-án. 1906-ban nemzetközi konferenciát rendeztek a spanyolországi Algecirasban egyes európai országok, főleg Franciaország, Spanyolország és Németország követeléseiről Marokkóval kapcsolatban. Ezen Németország elszigetelődött. Marokkó független maradt, de vele kapcsolatban Franciaország pénzügyi érdekei érvényesültek leginkább.
Németország beletörődni látszott a helyzetbe, de 1911-ben Franciaország túllépte az Algecirasban neki megszabott mozgásteret Marokkóban. Beavatkozott a marokkói hatalom és néhány fellázadt törzs konfliktusába, elfoglalva e törzsek régióját. Erre egy német hajó kisebb német katonai egységet vitt Agadirba. A francia kormányban viták keletkeztek arról, hogy összecsapjanak-e a németekkel, de végül tárgyalásokat voltak hajlandók folytatni. Eredményként Németország szabad kezet adott Franciaországnak Marokkóban és cserében megkapta Francia Kongó egy jelentős részét. Végül 1912-ben Franciaország elérte, hogy Marokkó francia protektorátus legyen.
1907-ben Oroszország megegyezett az Egyesült Királysággal az ázsiai befolyási övezeteikről és ezzel gyakorlatilag a franciául Triple-Entente-nak „hármas egyetértés”-nek, magyarul „antant”-nak nevezett szövetség tagja lett. Ez a blokk egy másikkal, a már 1882-ben megalakult Németországból, Ausztria–Magyarországból és Olaszországból álló Hármas szövetséggel volt ellentétben. Ez növekedett, amikor Ausztria–Magyarország 1908-ban magához csatolta Boszniát és Hercegovinát, ezzel felbőszítve Oroszországot, majd még inkább kiéleződött az 1912-es és 1913-as balkán-háborúk nyomán.

## Nehézségek és összeomlás (1914–1940)

### Az első világháború alatti megpróbáltatás
Miután 1914. június 28-án Szarajevóban Gavrilo Princip szerb nacionalista merényletet követett el Ferenc Ferdinánd osztrák–magyar trónörökös ellen, a szövetségek logikája szerint beindult a már régebben lappangó háborús fenyegetés gépezete. Augusztus 1-én Franciaország mozgósította hadseregét és 3-án Németország hadat üzent neki. 4-én az Egyesült Királyság üzent hadat Németországnak és csapatai együtt kezdtek harcolni a franciákkal. Bár azelőtt a szocialisták a háborúban való részvétel ellen voltak, amiért vezetőjük, Jean Jaurès ellen merényletet követtek el július 31-én, a francia politika egész palettája, a szélsőjobboldaltól a szélsőbaloldalig egységes lett a háború megvívásának kérdésében. Eleinte a németek sikereket értek el, de Joseph Joffre tábornok parancsnoksága alatt a francia hadsereg megállította őket a szeptember 6-a és 13-a között lezajlott első marne-i csatában. Azután állóháború alakult ki.

#### Állóháború

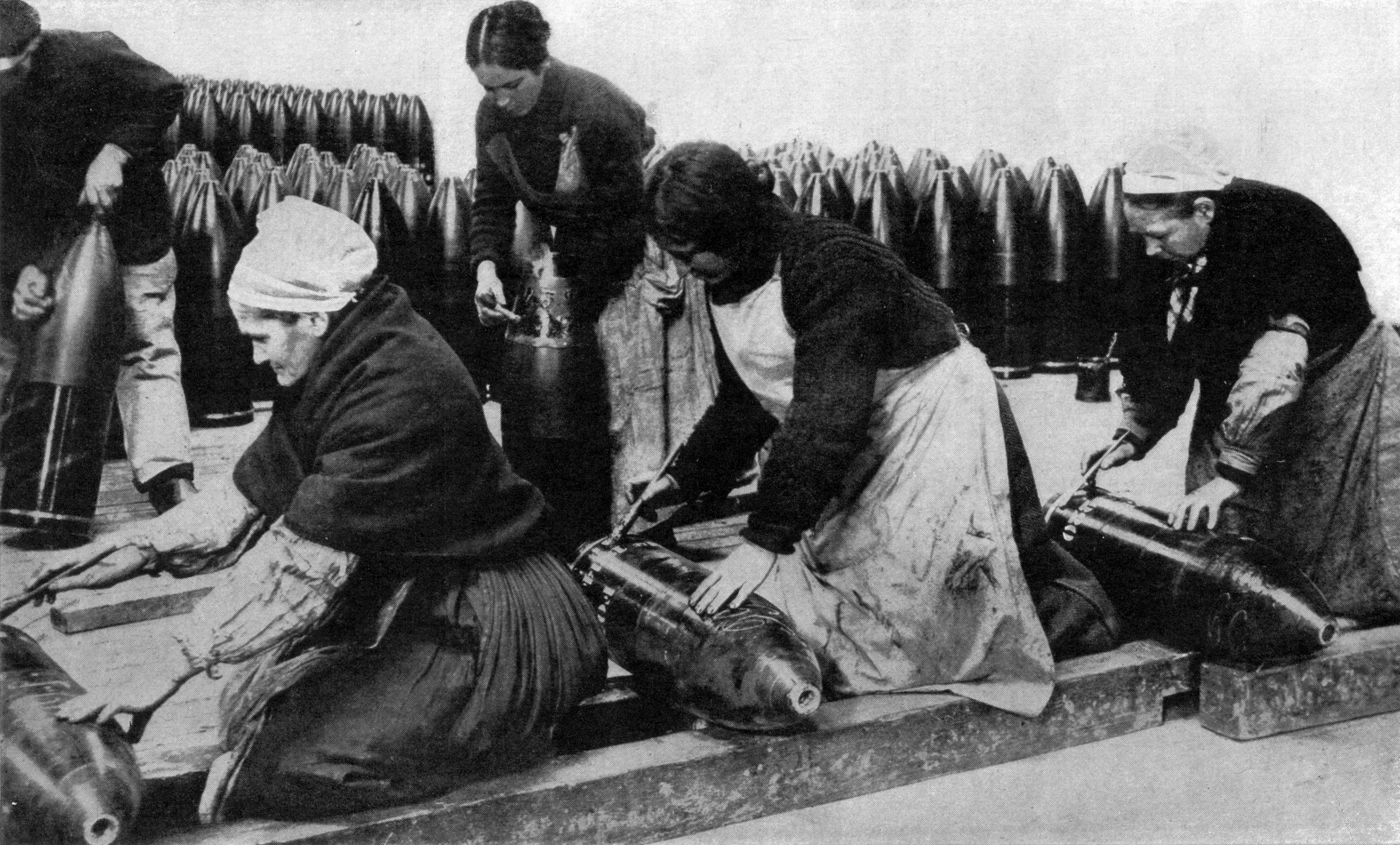
Ágyúlövedékeket gyártó nők 1917-ben

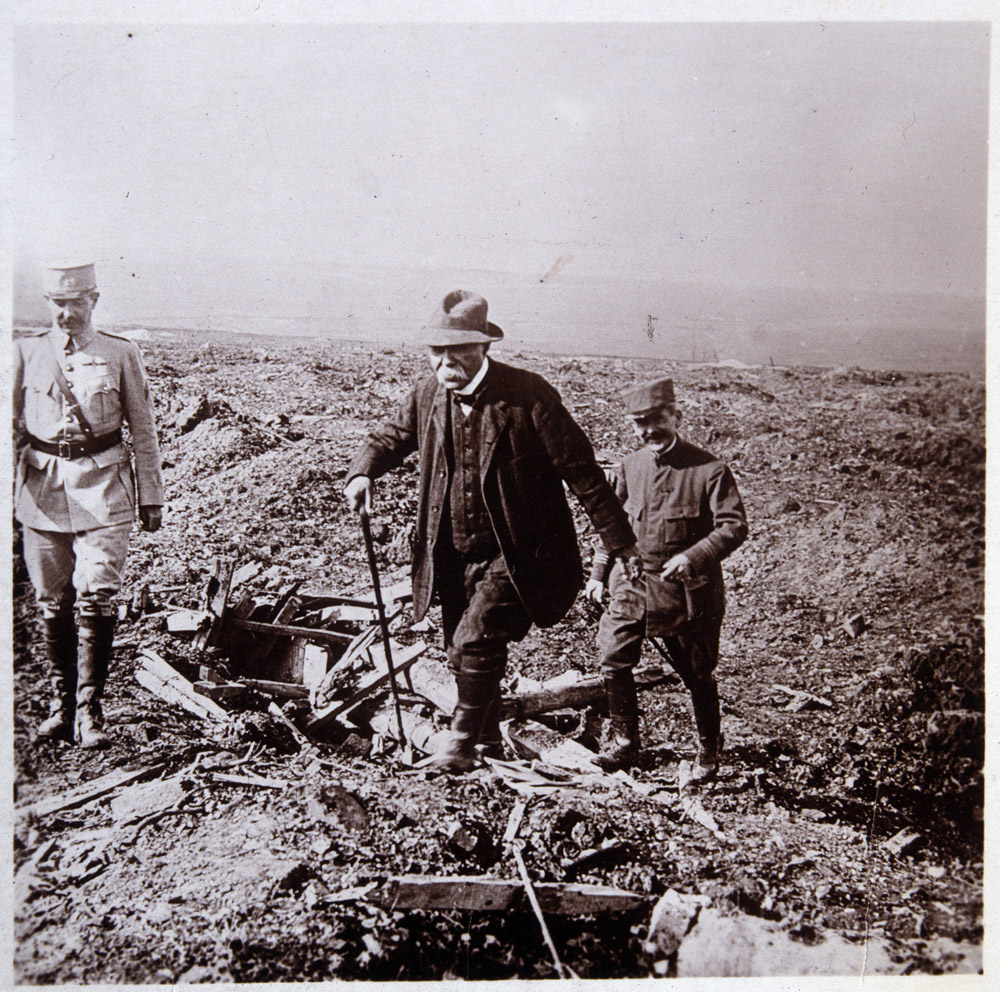
Georges Clemenceau szemléje a fronton 1917-ben

A háború totálissá vált. A gazdaság és az emberek gondolata a győzelem vagy legalábbis a kitartás felé irányult. A lövészárok-hadviselésben jellegzetes ágyúzások, rohamok és ellenrohamok hatalmas veszteségekkel jártak, például az 1916-ban február és december között lezajlott verduni csatában.
1917-ben a Chemin des Dames országút környékén vívott csatában a franciák vereséget szenvedtek. Azután az ottani csapatok főparancsnokságát Philippe Pétain tábornok vette át és javított a katonák életkörülményein, megnyerve rokonszenvüket. Stratégiai változtatásokat is alkalmazott és sikereket kezdett elérni.
Ugyanabban az évben konfliktusok keletkeztek a kormányzó többségen belül. Több politikai pártban, főleg a szocialisták között egyesek békés úton akartak véget vetni az országok közötti konfliktusnak, ezért júniustól novemberig politikai válság volt. Először a háború kezdete óta, szeptember 7-én a kormány megbukott és a következőben a szocialisták már nem akartak részt venni. November 14-én Raymond Poincaré köztársasági elnök „a Tigris”-nek nevezett radikális Clemanceau-t nevezte ki miniszterelnöknek, aki addig keményen bírálta a vezetők elégtelen tevékenységét és gyengeségét. Vezetésével a hatalom harcolt a defetizmus ellen és keményebben irányította a gazdaságot. A nehéz körülmények ellenére népszerű volt a lakosság körében.

#### A győzelem
Németország csapatokat tudott átvinni a keleti frontról Franciaországba, miután 1918. március 3-án békét kötött az oroszországi új bolsevik hatalommal, mégis júliusig sikertelenül kísérelt meg öt offenzívát. Immár kb. egy millió amerikai katona is erősítette az európai szövetségeseit. Július 18-tól kezdve Ferdinand Foch tábornok parancsnoksága alatt fokozatosan visszaszorították a már sokkal gyengébb német csapatokat. Végül Németország kapitulált és az 1918. november 11-én aláírt tűzszünettel a nyugati fronton véget ért a háború.
A hadsereg nagy részét azután sem szerelték le. 1920. július 1-én még 900 000 ember volt fegyverben. Több helyen a világban voltak jelen, például beavatkoztak a szovjetek ellen az orosz polgárháborúba és a lengyel–szovjet háborúba.
A hosszan tartó háború a többi résztvevő országhoz hasonlóan Franciaországot is keményen sújtotta. Emberi veszteségei a legnagyobbak voltak az összes közül. 1919. június 1-én az országnak és gyarmatainak 1 393 000 halottja és kb. 3 000 000 sebesültje volt a frontokon, az utóbbiak között 1 200 000 rokkant. Az ország legfejlettebb iparral rendelkező északi és keleti régiói fel voltak dúlva, termelő kapacitásaik nagyon megsérültek.
A győzelem a látszatra gyenge parlamentáris köztársaság győzelme is volt egy tekintélyuralmi birodalom felett. Különösen nehéz körülmények között is helyt tudott állni anélkül, hogy gyökeresen megváltozott volna.

### Nehéz háború utáni idők (1919–1929)

#### Belpolitika
Az 1919-es választások a jobboldal, azaz a Nemzeti Blokkba tömörült mérsékeltek és konzervatívok győzelmét hozták. Sok volt katona lett képviselő.
1920-ban a szocialisták pártja kettészakadt. A leninizmus hívei megalakították a Francia Kommunista Pártot.
1924-ben a baloldal nyerte meg a választásokat szerény többséggel. Kommunisták is bejutottak a parlamentbe. Édouard Herriot alkotott kormányt radikális politikusokból, melyet a szocialisták támogattak egy ideig. Két fontosabb nehézséggel kellett megküzdenie. Az egyik az volt, hogy a radikálisok meg akarták erősíteni az állam szekularitását, például kiterjesztve az összes antiklerikális törvényt a visszanyert Elzászra és Lotaringiára, de a katolikus ellenállás megerősödése miatt ez nem sikerült. Ezen kívül pénzügyi válsággal küzdött az ország, mivel nem tudta visszafizetni a háború miatt felvett hatalmas hiteleket. Az egyre romló pénzügyi helyzet nagy kormányzási instabilitást okozott.

##### Pénzügyi helyreállítás és a hadi jóvátétel kérdése
1921-ben Aristide Briand volt a miniszterelnök. Tudatában volt Németország gyenge pénzügyi kapacitásait illetően és engedékenynek mutatkozott vele szemben a hadi jóvátétel nagyságának kérdésében. Ezzel konfliktusba került a köztársasági elnökkel és a parlamenti többséggel, ezért 1922 elején lemondott. Raymond Poincaré követte miniszterelnökként 1924-ig. Ekkor Franciaország már nem volt hajlandó tárgyalni a jóvátétel összegéről. Mivel Németország nem akart kifizetni annyit, amennyit követeltek tőle, 1923. január 11-én a franciák elfoglalták a Ruhr-vidéket, hogy kihasználva ennek ipari termelését hajtsák be a jóvátételt. Mégis később Poincaré belátta, hogy ezzel nincs megoldva a jóvátétel kérdése és elfogadta azt, hogy szakemberek bizottságai mérjék fel, mennyit tud fizetni Németország. Ezzel gyakorlatilag Franciaország lemondott arról, hogy megkapja követelésének egészét.
1926-ban Poincaré újra miniszterelnök lett 1929-ig. Rendet tett a közkiadások terén, megemelve az adókat és ésszerűsítve a közigazgatást. Ugyanakkor stabilizálta a frank értékét a háború előtti értékének ötöde szintjén. Alulértékelten árfolyama kedvezett az exportnak, és a külső fizetési mérleg többlete hozzájárult a pénzügyi tevékenységek fejlődéséhez.

#### Külpolitika
Franciaországot annyira megviselte a háború, hogy azután külpolitikája védekező stratégiára, az emberek életének megőrzésére és a biztonság keresésére összpontosított. Ezért 1924-től kezdve az Édouard Herriot kormány Aristide Briand külügyminiszterrel megbékélni törekedett Németországgal és ugyanakkor a kollektív biztonság politikáját gyakorolta. A locarnói egyezménnyel 1925-ben elérték, hogy Németország ismerje el nyugati határait. Ugyanakkor Franciaország megerősítette szövetségét Lengyelországgal és Csehszlovákiával, mivel Németország nem ismerte el keleti határait. Továbbá Briand szorgalmazta és elérte 1926-ban Németország felvételét a Nemzetek Szövetségébe, valamint a kollektív biztonság érdekében folytatta tevékenységét. A fegyverkezés korlátozása, a háborúról való lemondás, a konfliktusok nemzetközi választottbíráskodás útján való megoldása érdekében munkálkodott. Ebbe az irányba mutatott az 1928-ban 63 ország által aláírt Briand-Kellogg-paktum.

### A válságos 1930-as évek (1929–1939)

#### Politikai válság

##### Az 1934-es zavargások és reform-kísérlet kudarca
Az 1929-ben elkezdődött nagy gazdasági világválság késve érte el Franciaországot, de tartósabb volt, mint máshol. Másrészt Briand halála 1932-ben és Poincaréé 1934-ben űrt hagyott a politikai életben és a kormányzati instabilitás újból jelentős lett.

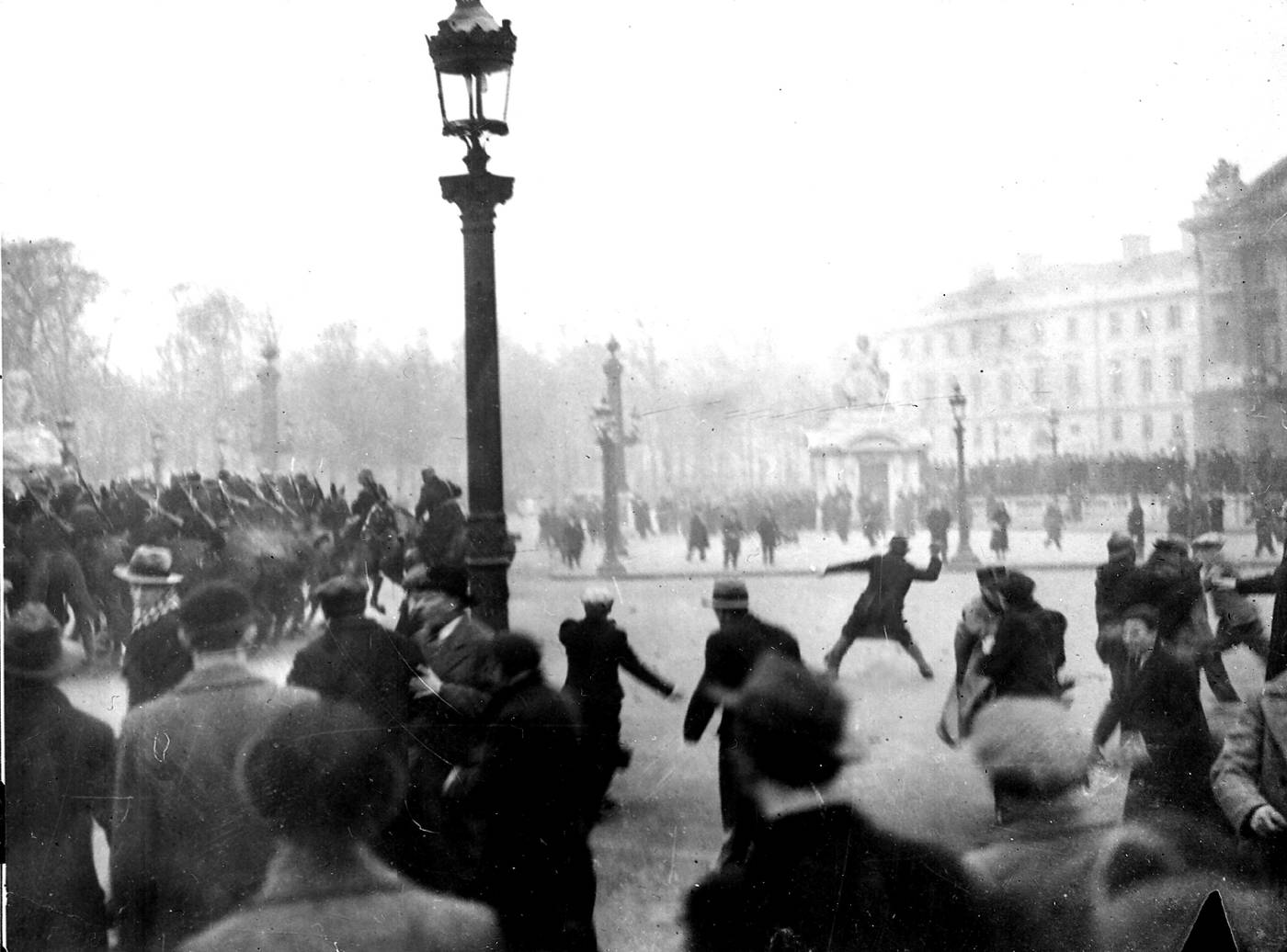
Összecsapás tüntetők és rendőrök között 1934. február 6-án a Concorde téren

Feléledt a parlamenti köztársaság elleni tevékenység, amit felszított 1934-ben a nagyméretű csalási és korrupciós ún. „Stavisky-ügy”. Ebbe belekeveredtek rendőrök, újságírók, igazságügyi emberek és politikusok is, ami nagy felháborodást keltett a közvéleményben. A parlament-ellenes mozgolódás 1934 februárjában csúcsosodott ki. Február 6-án több szélsőjobboldali szervezet, főleg az Action française (Francia Cselekvés) és a Croix-de-Feu (Tűzkereszt) szervezetek parlament-ellenes tüntetéseket tartottak. A tüntetők egy része a Concorde téren gyűlt össze. Zavargások törtek ki, amikor buszokat kezdtek felgyűjtani. Több ezren, egyesek lőfegyverekkel vagy egyéb támadó tárgyakkal a Képviselőház felé indultak, a rendőrökre támadtak, és ezek rájuk lőttek. 15 halott (köztük egy rendőr) és 1435 sebesült (köztük 780 rendőr) volt a zavargás végén. Ennek nyomán a baloldali Édouard Daladier kormány megbukott. 9-én engedély nélkül a Kommunista Párt szervezett tüntetést a szélsőjobboldal ellen, majd 12-én az egész baloldal hívott fel tüntetésre, és ezek is több halottal jártak.
A február 9-én beiktatott következő kormány többségében közép-jobboldali volt. Miniszterelnöke, Gaston Doumergue próbálkozott az államrend megreformálásával. Ennek lényege a végrehajtó hatalom megerősítése lett volna a parlament rovására. Nem fogadták el javaslatait, és november 8-án lemondott.

##### A Népfront
1934-ig a moszkvai székhelyű Kommunista Internacionálé (Komintern), mely tagja a Francia Kommunista Párt is volt, tiltotta a kommunisták és a szocialisták közreműködését, de akkor irányt változtatott. Azt az utasítást adta ki, hogy a kommunista pártok alkossanak egész Európában egységfrontokat a szocialista pártokkal a fasiszta veszéllyel szemben.
Franciaországban a két párthoz csatlakozott a Radikális Párt is. 1935. július 14-én 500 000-es tömeg tartott antifasiszta felvonulást, majd ennek szervező bizottsága működésben maradt és sok antifasiszta szervezet csatlakozását fogadta egy nagy antifasiszta mozgalomhoz. Tárgyalások nyomán a főbb résztvevő pártok közös kormányzási programot fogadtak el, melyben szélsőjobboldal-ellenes és mérsékelt szociális intézkedéseket irányoztak elő, és tömörülésük a Népfront nevet vette fel.
Az 1936. április–májusi választások első fordulójában a Népfront pártjai külön-külön vettek részt, de a második fordulóban általában a legjobb eredményt elért jelöltet támogatta a többi, és így a Népfront elnyerte a parlamenti mandátumok többségét. A szocialista Léon Blum alkotott kormányt szocialista és radikális politikusokból, akiket a kommunisták is elfogadtak. Májusban és júniusban nagyméretű sztrájkmozgalom terjedt szét az országban, és a kormány megegyezett a főbb szakszervezetekkel a vállalatokon belüli viszonyokról, amelyek a munkavállalóknak kedveztek. Az egyezmény értelmében törvényeket szavaztatott meg a kormány többek között a kollektív munkaszerződések bevezetéséről, a munkaidő heti 40 órára való korlátozásáról és kétheti fizetett szabadság biztosításáról.
Már 1936 őszén nehézségek merültek fel a kormányzásban. A gazdaság fokozatosan lehanyatlott, és a munkavállalók kiábrándultak a Népfrontból. A parlamenten kívüli szélsőjobboldali ellenzék jelentősen megerősödött, felszította az antiszemitizmust, mint zsidó származásút is támadta Léon Blumot. A Népfronton belül is ellentétek jelentek meg, például az 1936-ban kirobbant spanyol polgárháború iránti hozzáállás kérdésében. A kommunisták azt akarták, hogy Franciaország aktívan segítsen a spanyol republikánusoknak, miközben a szocialisták ellenezték ezt. Végül 1938 novemberében a Népfront felbomlott.

#### A Harmadik Köztársaság összeomlása

##### Németország terjeszkedése
Adolf Hitler hatalomra kerülése 1933-ban alaposan megváltoztatta az országok közötti viszonyokat Európában. A náci hatalom megkérdőjelezte az első világháború nyomán 1919-ben megkötött versailles-i békeszerződést és ebben az irányban kezdett tevékenykedni. Kilépett a Nemzetek Szövetségéből, élénk fegyverkezésbe kezdett, elkezdte terjeszkedési próbálkozásait, egyelőre Ausztria irányában. Franciaország veszélyeztetve érezte magát és szövetségeseket keresett. 1935 májusában segédnyújtási egyezményt írt alá a Szovjetunióval. Olaszországgal is kötött egyezményeket, de ez lerohanta Etiópiát, és Franciaország kötelezettségének érezte szankciókat alkalmazni ellene. Erre Olaszország felmondta az egyezményeket és Németországhoz közeledett.
A jobboldal erőteljesen ellenezte a Szovjetunióhoz való közeledést, és 1936. februárjában képviselői egységesen szavaztak a vele való egyezmény ratifikálása ellen. A ratifikálás ürügyén Németország felmondta a locarnói egyezményt és csapatokat küldött a Rajna-vidékre, mely addig a versailles-i szerződés értelmében demilitarizált volt. Erre Franciaország nem reagált erővel. Egyébként a közvélemény többsége békepárti volt, minden áron el akarta kerülni a háborút.
Az Egyesült Királyság is hasonló állásponton volt. Amikor Németország magának követelte a Csehszlovákia részét képező Szudéta-vidéket, az 1938-as müncheni egyezmény aláírásával Franciaország és az Egyesült Királyság engedtek Hitler követeléseinek, bár szövetségesi kötelezettségeik voltak Csehszlovákia iránt. Végül 1939 márciusában Németország az egész Csehországot és Morvaországot is elfoglalta, Szlovákia pedig külön államként csatlósa lett.
1939 áprilisában Németország Gdańskot (Danzigot) követelte Lengyelországtól. Ez visszautasította a követelést Franciaország és az Egyesült Királyság támogatásával. Még a hónap elején Franciaország katonai jellegű tárgyalásokat kezdett a Szovjetunióval Lengyelország megvédéséről is, de ez visszautasította, hogy szovjet csapatok haladjanak át területén. Végül 1939. augusztus 23-án a Szovjetunió Németországgal kötött megnemtámadási szerződést.
1939. szeptember 1-én Németország megtámadta Lengyelországot, és ezzel elkezdődött a második világháború. Csak ekkor üzent hadat Franciaország és az Egyesült Királyság Németországnak, de nem kezdtek hadműveleteket. 1940 májusáig csak egyet hajtottak végre. Április 9-én a németek lerohanták Dániát és Norvégiát, majd brit és francia csapatok elindultak a norvégiai Narvik felé, hogy megakadályozzák a Németországnak szánt vasérc szállítását a város kikötőjéből. 16-án megtámadták az ottani német csapatokat és május 27-én elfoglalták a várost, de közben május 10-én Németország megtámadta Franciaországot, és az angol-francia csapatok kivonultak Narvikból.
Franciaország még 1930-ban elkezdte a Maginot-vonalnak nevezett erődítményrendszer építését keleti határán, amely csaknem egészében elkészült 1934-re. A francia hadvezetés erre alapozott védelemre rendezkedett be.

##### A vereség és a Harmadik Köztársaság vége
1940. május 10-én Németország elkezdte Franciaország lerohanását Belgiumon keresztül, gyakorlatilag megkerülve a Maginot-vonalat. Május 15-én a jól gépesített német csapatok áttörték a frontot, és a francia hadsereg rendetlenül kezdett visszavonulni. Ugyanakkor a lakosság egy része pánikszerűen indult dél felé. A kormány is elhagyta a fővárost. Június 10-én Olaszország is támadott. Június 14-én a németek bevonultak Párizsba. A francia politikusok és magas rangú katonák többsége beletörődött a vereségbe. Csak Charles de Gaulle tábornok, aki Londonba menekült, hívott fel ellenállásra június 18-án, egyelőre kevés sikerrel. Philippe Pétain marsall, akit előzőleg miniszterelnöknek neveztek ki, június 22-én tűzszünetet írt alá Németországgal.
Július 10-én a Nemzetgyűlés összeült Vichy-ben és alkotmányozó hatalmat szavazott meg Pétainnek. Július 11-én Pétain három új alkotmányos jogszabályt hirdetett ki, melyekben nem volt többé szó köztársaságról. Az első értelmében Pétain teljhatalmú feje lett az immár ún. „Francia Állam”-nak, amely valójában nem volt szuverén, hanem Németország alárendeltje.

## A Harmadik Köztársaság elnökeinek hivatalos képei

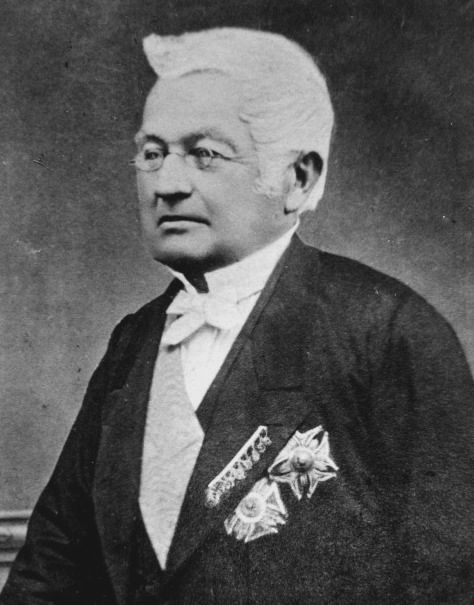
Adolphe Thiers (1797–1877) 1871. augusztus 31.–1873. május 24
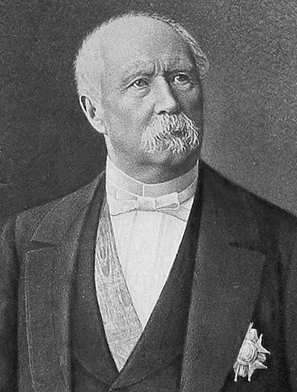
Patrice de Mac-Mahon (1808–1893) 1873. május 24.–1879. január 30.
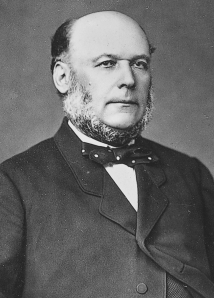
Jules Grévy (1807–1891) 1879. január 30.–1887. december 2.
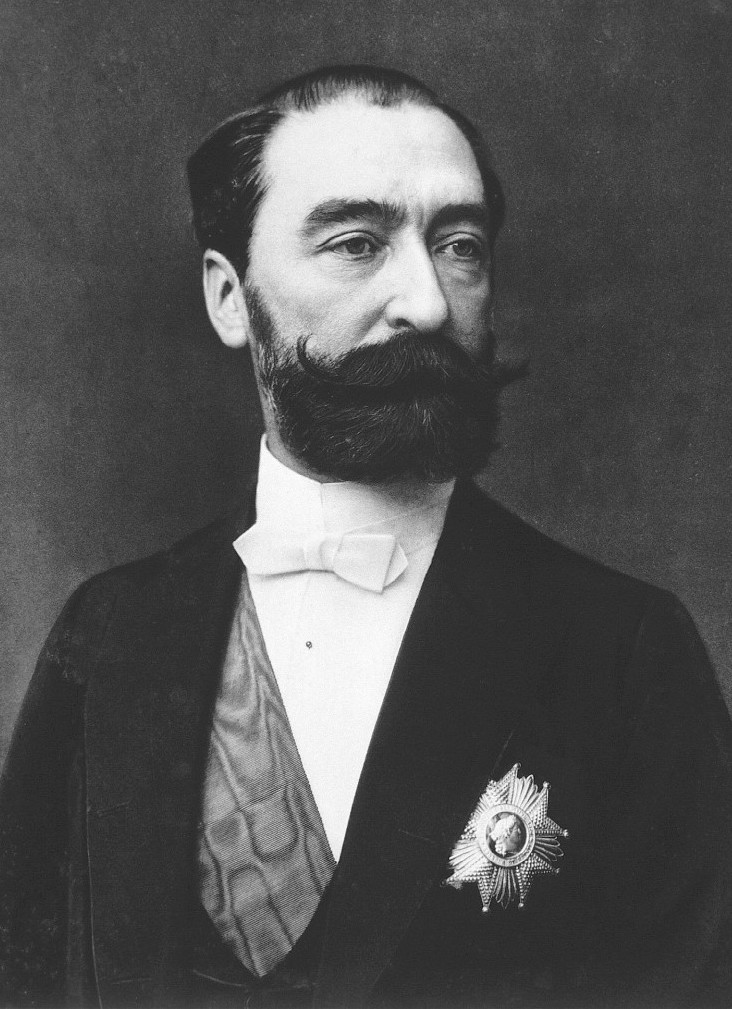
Marie François Sadi Carnot (1837–1894) 1887. december 3.–1894. június 25.
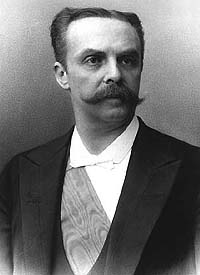
Jean Casimir-Perier (1847–1907) 1894. június 27.–1895. január 16.
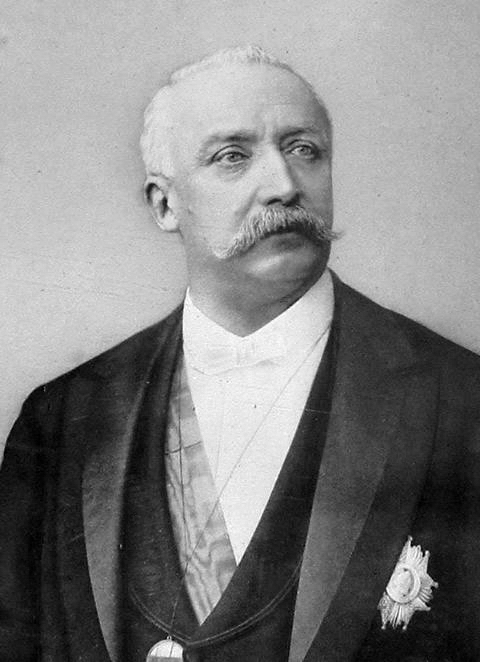
Félix Faure (1841–1899) 1895. január 17.–1899. február 16.
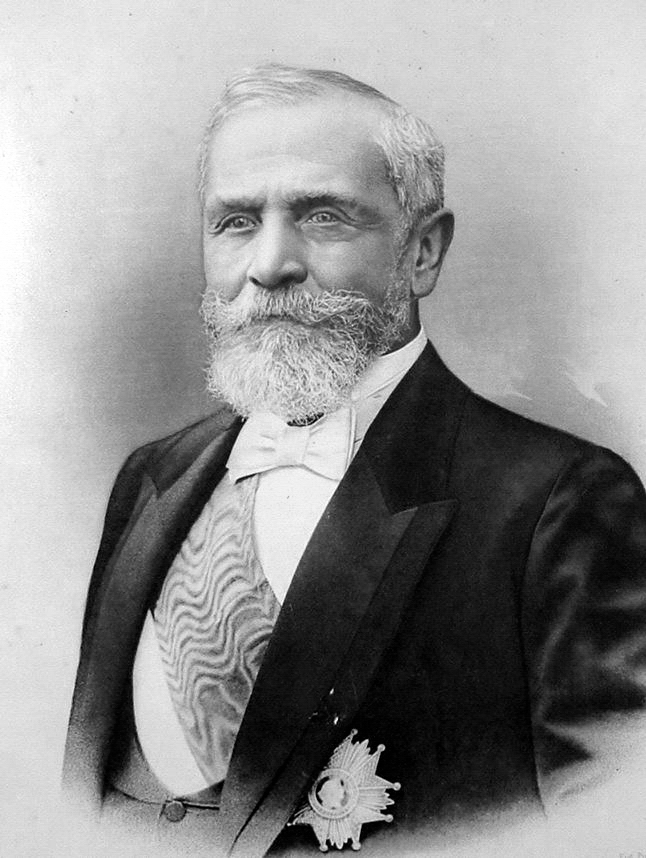
Émile Loubet (1838–1929) 1899. február 18.–1906. február 18.
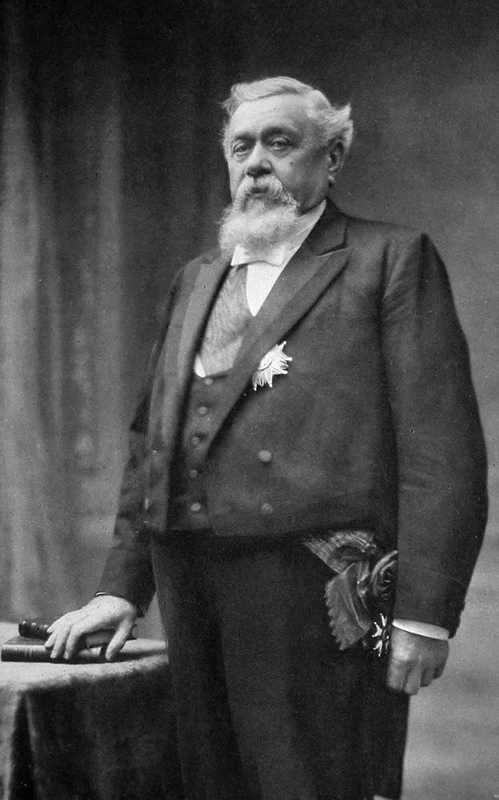
Armand Fallières (1841–1931) 1906. február 18.–1913. február 18.
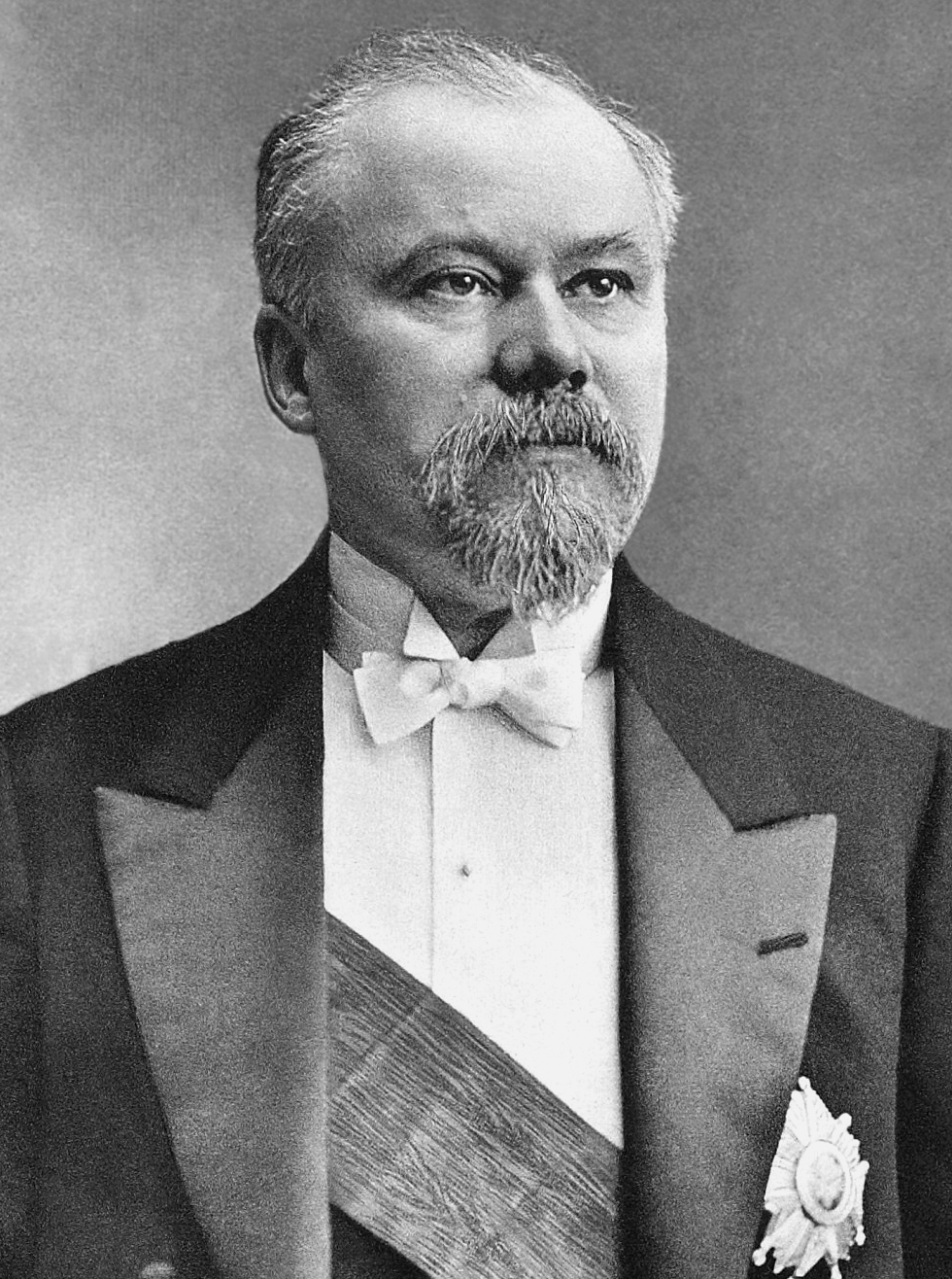
Raymond Poincaré (1860–1934) 1913. február 18.–1920.február 18.
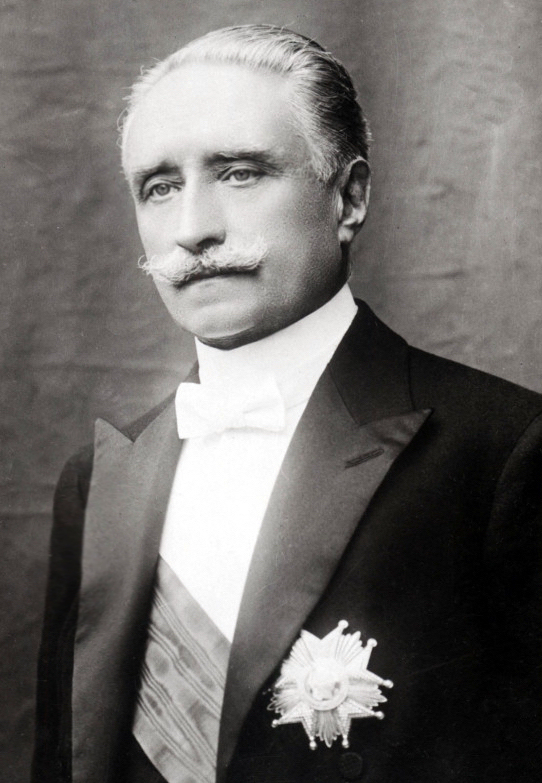
Paul Deschanel (1855–1922) 1920. február 18.–1920. szeptember 21.
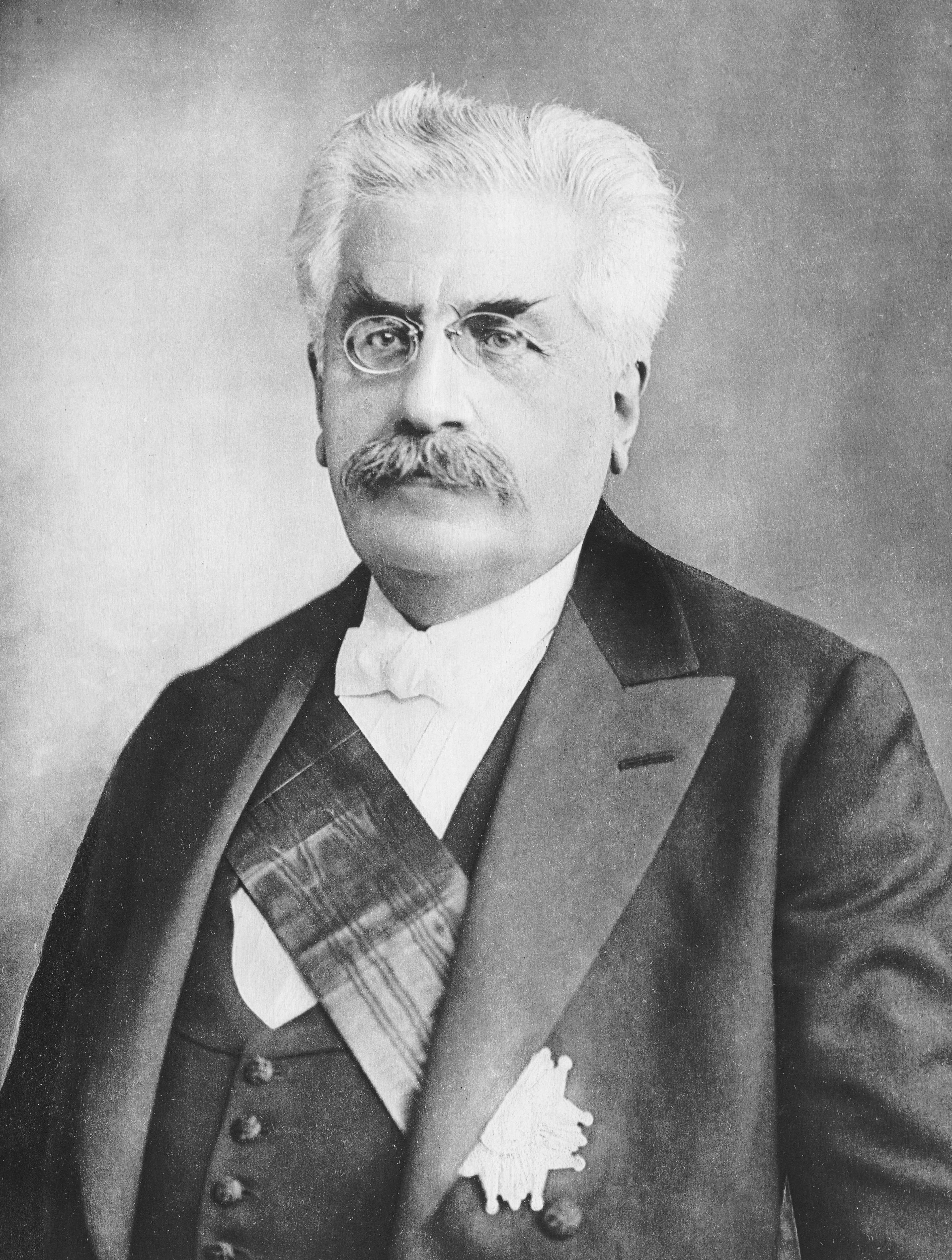
Alexandre Millerand (1859–1943) 1920. szeptember 23.–1924. június 11.
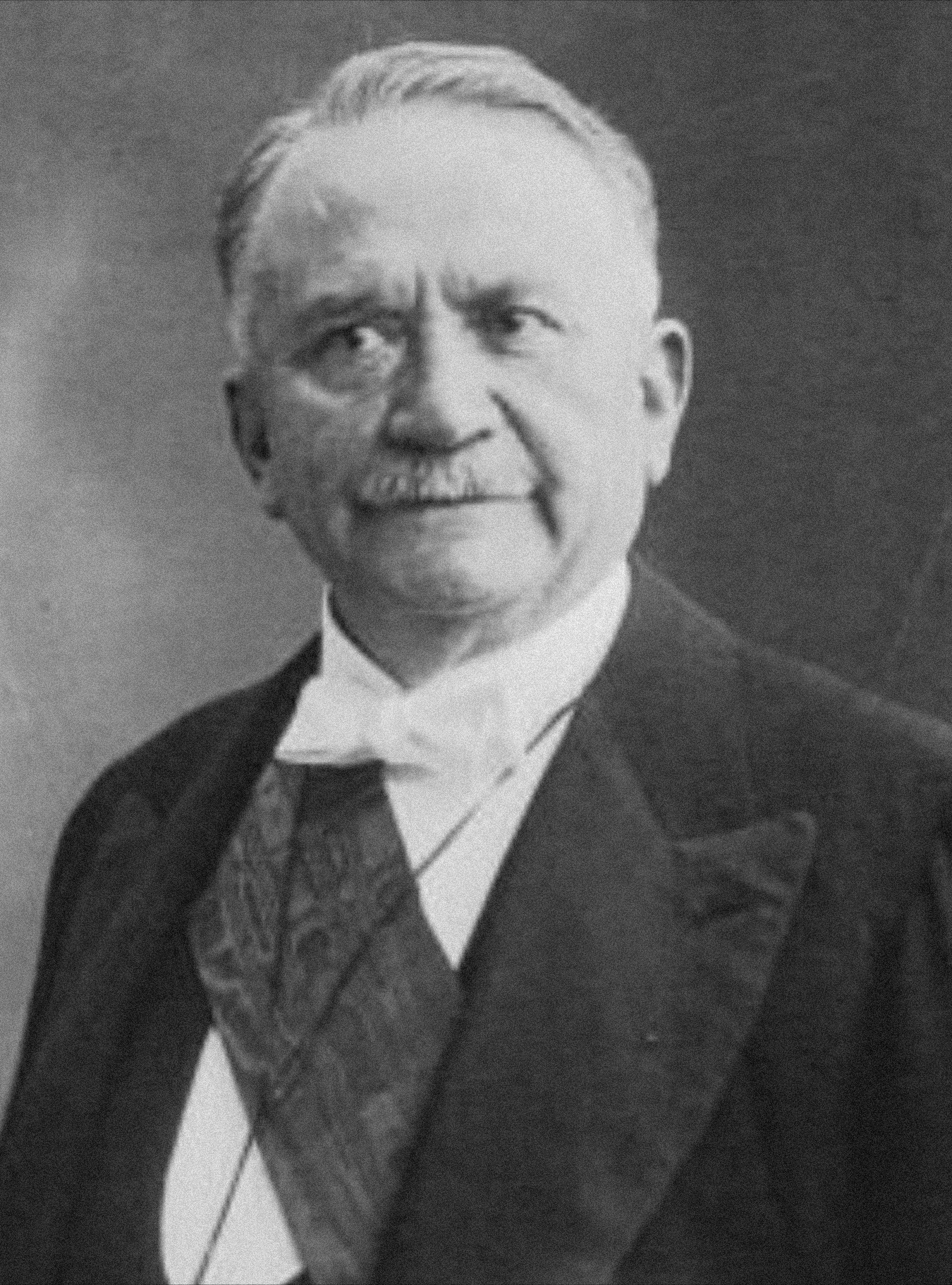
Gaston Doumergue (1863–1937) 1924. június 13.–1931. június 13.
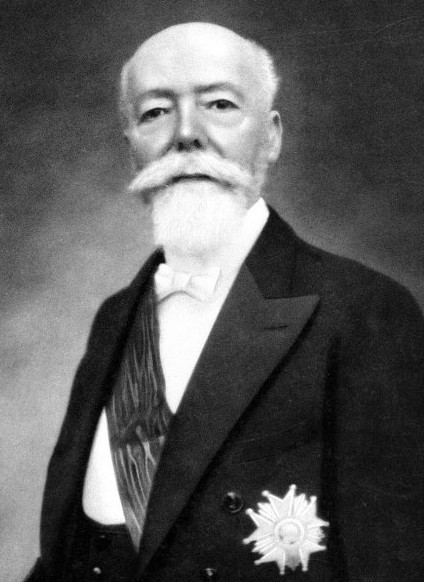
Paul Doumer (1857–1932) 1931. június 13.–1932. május 7.
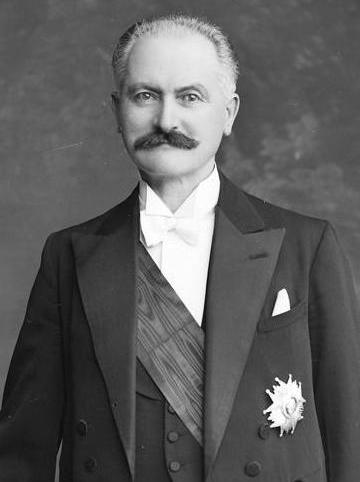
Albert Lebrun (1871–1950) 1932. május 10.–1940. július 11.

## Fordítás
- Ez a szócikk részben vagy egészben  a   Troisième République (France) című francia Wikipédia-szócikk ezen változatának fordításán alapul.  Az eredeti cikk szerkesztőit annak laptörténete sorolja fel. Ez a jelzés csupán a megfogalmazás eredetét és a szerzői jogokat jelzi, nem szolgál a cikkben szereplő információk forrásmegjelöléseként.

## Kapcsolódó szocikkek
- Boulangizmus
- Fashodai incidens
- A Harmadik Köztársaság miniszterelnökei (1870–1940)
- Georges Clemenceau-merénylet
- Hajsza Afrikáért
- Népfront (Franciaország)
- Párizsi Kommün